# جامعة ليدز
جامعة ليدز، (بالإنجليزية: University of Leeds)‏، هي جامعة بحثية عامة في ليدز، غرب يوركشاير، إنجلترا. هي واحدة من أفضل 5 جامعات بالمملكة المتحدة، وأفضل 15 جامعة بالهندسة، وأفضل 50 جامعة إطلاقًا. تأسست في عام 1874 باسم كلية يوركشاير للعلوم. في عام 1884 تم دمجها مع كلية الطب في ليدز (تأسست عام 1831) وأعيدت تسميتها باسم كلية يوركشاير. أصبحت جزءًا من جامعة فيكتوريا الفيدرالية عام 1887، وانضمت إلى كلية أوينز (التي أصبحت جامعة مانشستر) وكلية ليفربول الجامعية (التي أصبحت جامعة ليفربول). في عام 1904، تم منح الميثاق الملكي لجامعة ليدز من قبل الملك إدوارد السابع.
تضم الجامعة 36،250 طالبًا، ,وتعتبر خامس أكبر جامعة في المملكة المتحدة (من أصل 169). ليدز هي الجامعة الحادية عشرة من حيث الحجم في المملكة المتحدة من حيث إجمالي عدد المسجلين وتتلقى أكثر من 67000 طلب جامعي سنويًا، مما يجعلها خامس أكثر الجامعات شعبية (بعد جامعة مانشستر وجامعة إدنبره وكلية لندن الجامعية وكلية كينجز لندن ) في المملكة المتحدة من حيث عدد الطلبات المستلمة، وضمن أفضل 50 جامعة في العالم من حيث جودة التعليم حسب مقياس QS. كان دخل ليدز 979.5 مليون جنيه إسترليني في 2022–23، منها 184.9 مليون جنيه إسترليني من المنح والعقود البحثية. تمتلك الجامعة أوقافًا مالية بقيمة 83.2 مليون جنيه إسترليني (2023)، مما يجعلها ضمن أفضل عشرين جامعة بريطانية من حيث الأوقاف المالية.
ومن الخريجين البارزين الزعيم الحالي للمعارضة كير ستارمرر، ووزير الخارجية السابق جاك سترو، والرئيس السابق للحزب المحافظ السيدة سعيدة وراثي، بيرس سيلرز (رائد فضاء ناسا) وستة حائزون على جائزة نوبل.

## التاريخ

### ما قبل التشكيل
يرتبط تاريخ الجامعة بتطور مدينة ليدز كمركز دولي لصناعة النسيج وصناعة الملابس في المملكة المتحدة خلال العصر الفيكتوري. ترجع جذور الجامعة إلى إنشاء كليات الطب في المدن الإنجليزية لخدمة عامة الناس.
تأسست جامعة فيكتوريا في مانشستر عام 1880 كجامعة اتحادية في إنجلترا الشمالية، بدلاً من رفع الحكومة كلية أوينز إلى جامعة ومنحها ميثاقًا ملكيًا. كانت كلية أوينز الكلية الوحيدة لجامعة فيكتوريا من عام 1880 إلى عام 1884؛ في عام 1887 كانت كلية يوركشاير هي الثالثة التي تنضم إلى الجامعة.

### أصول كلية ليدز للطب وكلية يوركشاير
في عام 1831، تم إنشاء مدرسة ليدز للطب بهدف تلبية احتياجات المؤسسات الطبية الخمس التي تم إنشاؤها في المدينة. وفي عام 1874، تم إنشاء كلية يوركشاير للعلوم لتوفير التعليم لأطفال الصناعيين والتجار من الطبقة المتوسطة. كان الدعم المالي من الصناعة المحلية أمرًا بالغ الأهمية في إنشاء الكلية ومساعدة الطلاب. وتواصل الجامعة الاعتراف بهذه العناصر من تاريخها؛ على سبيل المثال، لا تزال هناك محكمة كلوزوركر في الحرم الجامعي.
تأسست كلية العلوم، على غرار كلية أوينز، مانشستر، في عام 1851 باعتبارها غير طائفية، وكانت مفتوحة للجميع من الكاثوليك واليهود (ولكن لم تكن مفتوحة للنساء) بعدما حصرت جامعة أكسفورد وجامعة كامبريدج الحضور على أعضاء كنيسة إنجلترا فقط. كانت كلية لندن الجامعية غير طائفية. توقف المؤهل الديني في خمسينيات القرن التاسع عشر، لكن التعليم القائم على الكلاسيكيات استمر في أكسفورد وكامبريدج. واصلت الكليات الشمالية الترويج لنفسها على أنها تقدم تعليمًا عامًا كان تقدميًا وعمليًا بطبيعته، كما هو الحال مع الكليات التقنية في ألمانيا والجامعات القديمة التي تم تصميمها على أساسها.
بدأت كلية يوركشاير للعلوم بتدريس الفيزياء التجريبية والرياضيات والجيولوجيا والتعدين والكيمياء والأحياء، وسرعان ما أصبحت معروفة كمركز دولي لدراسة الهندسة وتكنولوجيا النسيج (بسبب قوة تجارة التصنيع والنسيج في المملكة المتحدة). عندما تم عرض الكلاسيكيات والأدب الحديث والتاريخ بعد بضع سنوات، أصبحت كلية يوركشاير للعلوم ببساطة كلية يوركشاير. في عام 1884، ضمت كلية يوركشاير كلية ليدز للطب وانضمت بعد ذلك إلى جامعة فيكتوريا الفيدرالية (التي تأسست في مانشستر عام 1880) في 3 نوفمبر 1887. تم منح الطلاب في هذه الفترة شهادات خارجية من جامعة لندن.

### جامعة فيكتوريا والميثاق الملكي

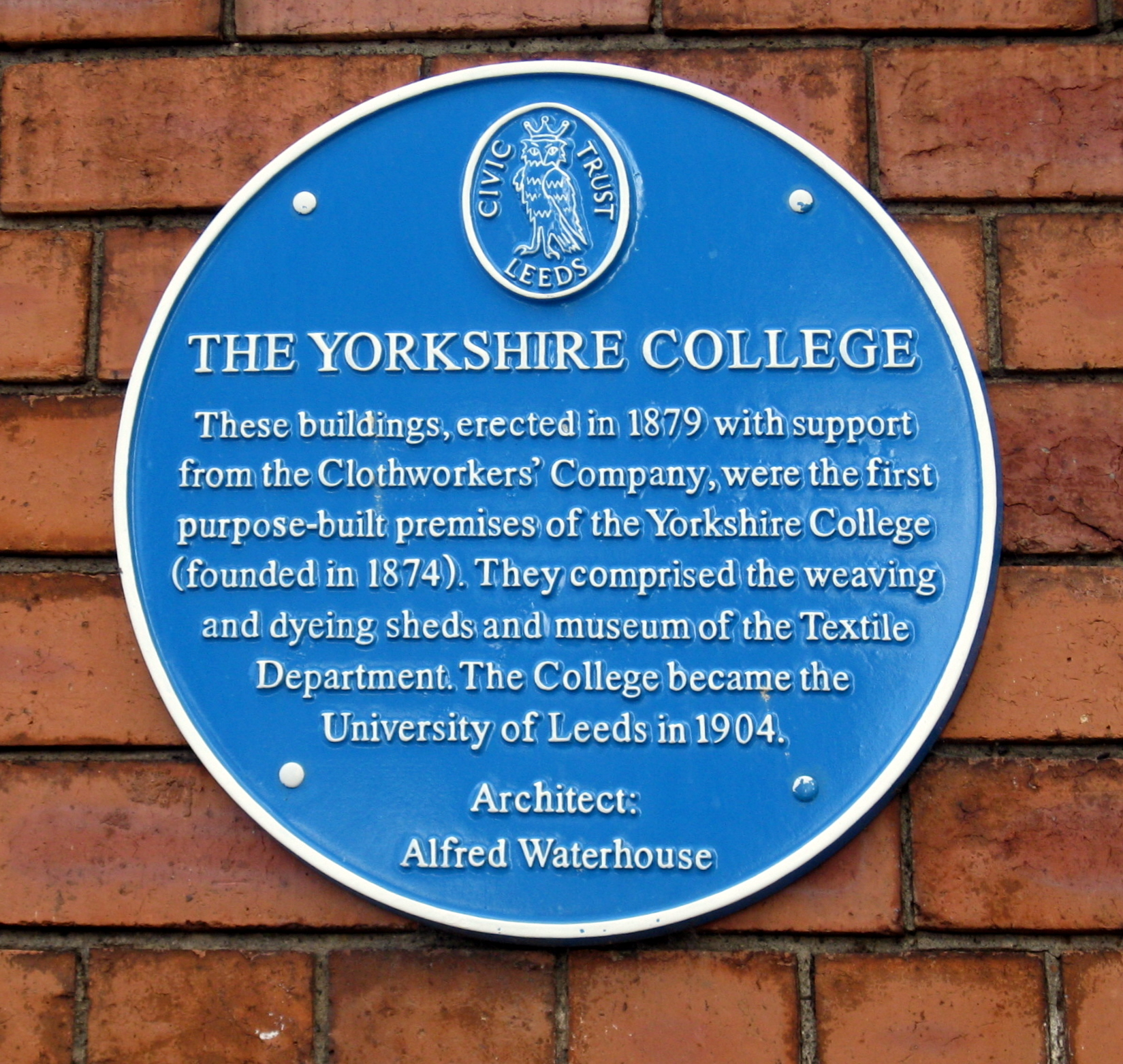
اللوحة الزرقاء لكلية يوركشاير 1879

حصلت ليدز على أول جامعة لها في عام 1887 عندما انضمت كلية يوركشاير إلى جامعة فيكتوريا الفيدرالية في 3 نوفمبر. تأسست جامعة فيكتوريا بموجب الميثاق الملكي في عام 1880؛ كانت كلية أوينز في البداية الكلية العضو الوحيدة. مما جعل ليدز في اتحاد تعليمي مع أبناء عمومة اجتماعيين مقربين من مانشستر وليفربول.
على عكس كلية أوينز، لم يمنع حرم جامعة فيكتوريا في ليدز النساء أبدًا من حضور برامج الجامعة. ومع ذلك، لم تبدأ النساء في الالتحاق بأعداد كبيرة إلا بعد توفير مرافق خاصة في كلية التدريب النهاري في عام 1896. أول طالبة بدأت دورة في الجامعة كانت ليلياس آني كلارك، التي درست الأدب الحديث والتعليم. في عام 1904 أرادت جامعة ليدز تشجيع المزيد من الطالبات للالتحاق. قررت منح راتب غير مسبوق قدره 400 جنيه إسترليني سنويًا لهانا روبرتسون التي تولت دورًا مزدوجًا كـ "سيدة الطريقة" في قسم التعليم وكمعلمة للنساء.
كانت جامعة فيكتوريا (ليدز) مفهومًا قصير، حيث كانت مواقع الجامعات المتعددة في مانشستر وليفربول حريصة على ترسيخ نفسها كجامعات منفصلة ومستقلة. كان هذا جزئيًا بسبب الفوائد التي قدمتها الجامعة لمدينتي ليفربول ومانشستر، بينما كانت المؤسسات أيضًا غير راضية عن الصعوبات العملية التي يفرضها الحفاظ على ترتيب فيدرالي عبر مسافات واسعة. تم تحفيز اهتمامات الجامعات والمدن المعنية بإنشاء مؤسسات مستقلة من خلال منح ميثاق لجامعة برمنغهام في عام 1900 بعد الضغط من جوزيف تشامبرلين.

بعد صدور ميثاق ملكي وقانون برلماني في عام 1903، بدأت جامعة ليفربول المشكلة حديثًا في تجزئة جامعة فيكتوريا بكونها أول عضو يحصل على الاستقلال. وسرعان ما حذت جامعة ليدز حذوها وحصلت على ميثاق ملكي كهيئة مستقلة من قبل إدوارد السابع ملك المملكة المتحدة بحلول عام 1904.

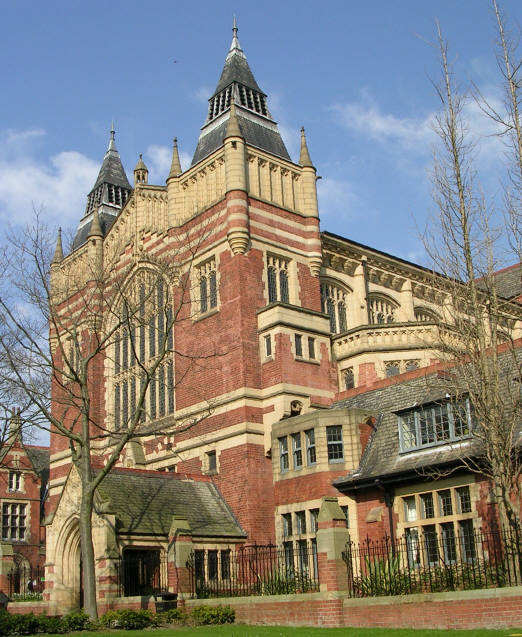
القاعة الكبرى

### 2000 إلى الوقت الحاضر

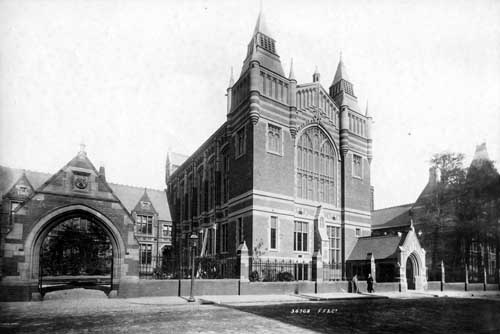
صورة قديمة للقاعة الكبرى بجوار محكمة كلوزوركر

استمرت جامعة فيكتوريا بعد تفكك المجموعة، مع تعديل الدستور وإعادة تسميتها باسم جامعة فيكتوريا في مانشستر (على الرغم من حذف كلمة "فيكتوريا" من اسمها عادةً إلا في الاستخدام الرسمي) حتى سبتمبر 2004 في 1 أكتوبر 2004، تم دمج معهد العلوم والتكنولوجيا بجامعة مانشستر لتشكيل جامعة مانشستر.
في ديسمبر 2004، أجبرت الضغوط المالية مجلس إدارة الجامعة (المجلس) على اتخاذ قرار بإغلاق حرم بريتون الجامعي. تم نقل الأنشطة في بريتون إلى الحرم الجامعي الرئيسي في صيف عام 2007 (مما يسمح لجميع الطلاب المقيمين في بريتون بإكمال دراستهم هناك). كانت هناك معارضة كبيرة للإغلاق من قبل طلاب بريتون. تم أيضًا إغلاق موقع القمر الصناعي الآخر للجامعة في ويكفيلد، لكن برامج التعلم والرعاية الصحية مدى الحياة مستمرة في موقع جديد بجوار كلية ويكفيلد.
وفي مايو 2006، بدأت الجامعة في إعادة صياغة علامتها التجارية لتعزيز هويتها البصرية للترويج لصورة واحدة متسقة. تم إنتاج شعار جديد، بناءً على الشعار المستخدم خلال احتفالات المئوية في عام 2004، ليحل محل الاستخدام المشترك لأذرع الجامعة المعدلة ومبنى باركنسون، والذي ظل قيد الاستخدام منذ عام 2004. سيظل شعار الجامعة مستخدمًا بشكله الأصلي للأغراض الاحتفالية فقط. كما تم تحديد أربعة ألوان جامعية وهي الأخضر والأحمر والأسود والبيج.
توفر ليدز للمجتمع المحلي أكثر من 2000 طالب جامعي متطوع. مع توظيف 8700 موظف في 2019-2020، تعد الجامعة ثالث أكبر جهة توظيف في ليدز وتساهم بحوالي 1.23 مليار جنيه إسترليني سنويًا في الاقتصاد المحلي - يضيف الطلاب 211 مليون جنيه إسترليني أخرى من خلال الإيجارات وتكاليف المعيشة.
في أغسطس 2010، كانت الجامعة واحدة من أكثر المؤسسات التحاقا من الطلاب الذين يدخلون في عملية نظام دفع يوكاس للقبول لعام 2010، والتي تطابق المقررات التي لم يتم الاشتراك فيها مع الطلاب الذين لم يستوفوا خيارات الشركة أو التأمين الخاصة بهم. كانت الجامعة واحدة من تسع جامعات في مجموعة رسل تقدم أماكن محدودة للغاية للطلاب "الاستثنائيين" بعد أن أعلنت جامعات برمنغهام وبريستول وكامبريدج وإدنبرهوأكسفورد أنها لن تدخل في هذه العملية بسبب امتلاء المقررات بكامل سعتها.
في 12 أكتوبر 2010، استضافت قاعة طعام اتحاد جامعة ليدز نسخة مباشرة من أخبار القناة الرابعة، حيث عبر الطلاب والأكاديميون والاقتصاديون عن ردود أفعالهم تجاه مراجعة براون، وهي مراجعة مستقلة لتمويل التعليم العالي وتمويل الطلاب أجراها جون براون، بارون براون من مادينجلي. وشارك مايكل آرثر، نائب رئيس جامعة ليدز ورئيس مجموعة راسل، حيث قدم منظورًا أكاديميًا إلى جانب نائب رئيس جامعة كينغستون الحالي ونائب المستشار السابق وأستاذ التعليم في جامعة ليدز، بيتر سكوت.
في عام 2016، حصلت جامعة ليدز على جائزة أفضل جامعة لعام 2017 في مجلة التايمز ودليل الجامعة الجيدة لصحيفة الصنداي تايمز. وارتفعت الجامعة إلى المركز 13 عمومًا، وهو ما يعكس نتائج مبهرة في تجربة الطلاب، ومعايير الالتحاق العالية، والخدمات والمرافق، وآفاق الدراسات العليا.
وفي عام 2022، وصل التصنيف العالمي لجامعة ليدز إلى المركز 86. يوجد حاليًا 36,840 طالبًا يدرسون في الجامعة. يبلغ متوسط الرسوم الدراسية 9,250 جنيهًا إسترلينيًا (حوالي 12,000-12,500 دولارًا أمريكيًا) سنويًا، على الرغم من وجود حالات حيث يوجد دعم جزئي لهذه التكلفة.

## حرم الجامعة

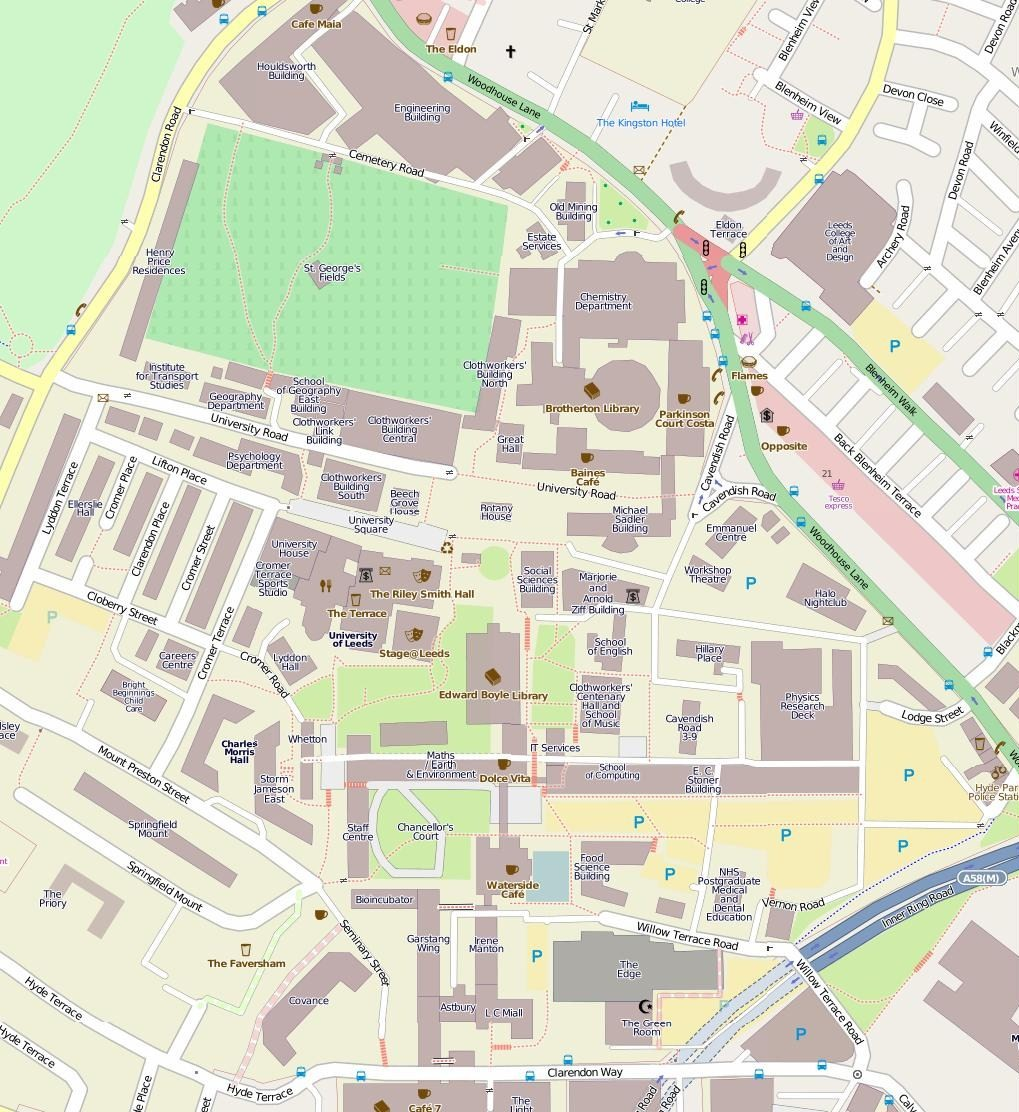
خريطة الحرم الجامعي الرئيسي

تبلغ مساحة الجامعة 1,230 أكر (498 ها) من الأرض إجمالاً، ويشغل الحرم الجامعي الرئيسي مساحة 98 أكر (40 ها). يقع الحرم الجامعي الرئيسي على بعد 1 ميل (1.6 كـم) شمال وسط مدينة ليدز وتتكون من مزيج من العمارة القوطية الحديثة والفن الخزفي والمباني من طراز العمارة الخمومية وما بعد الحداثة، مما يجعلها واحدة من أكثر الجامعات تنوعًا في المملكة المتحدة من حيث أنماط البناء والتاريخ. يقع الحرم الجامعي على مسافة قريبة من كل من وسط المدينة والأحياء الطلابية الشهيرة هايد بارك، وودهاوس، وهيدينجلي. يقع المدخل الرئيسي للحرم الجامعي للزوار بالسيارة في طريق وودهاوس لين، بالقرب من مبنى باركنسون. تقع مقبرة وودهاوس السابقة داخل الحرم الجامعي، وهي الآن منطقة ذات مناظر طبيعية تُعرف باسم حقول سانت جورج.

### مبنى باركنسون

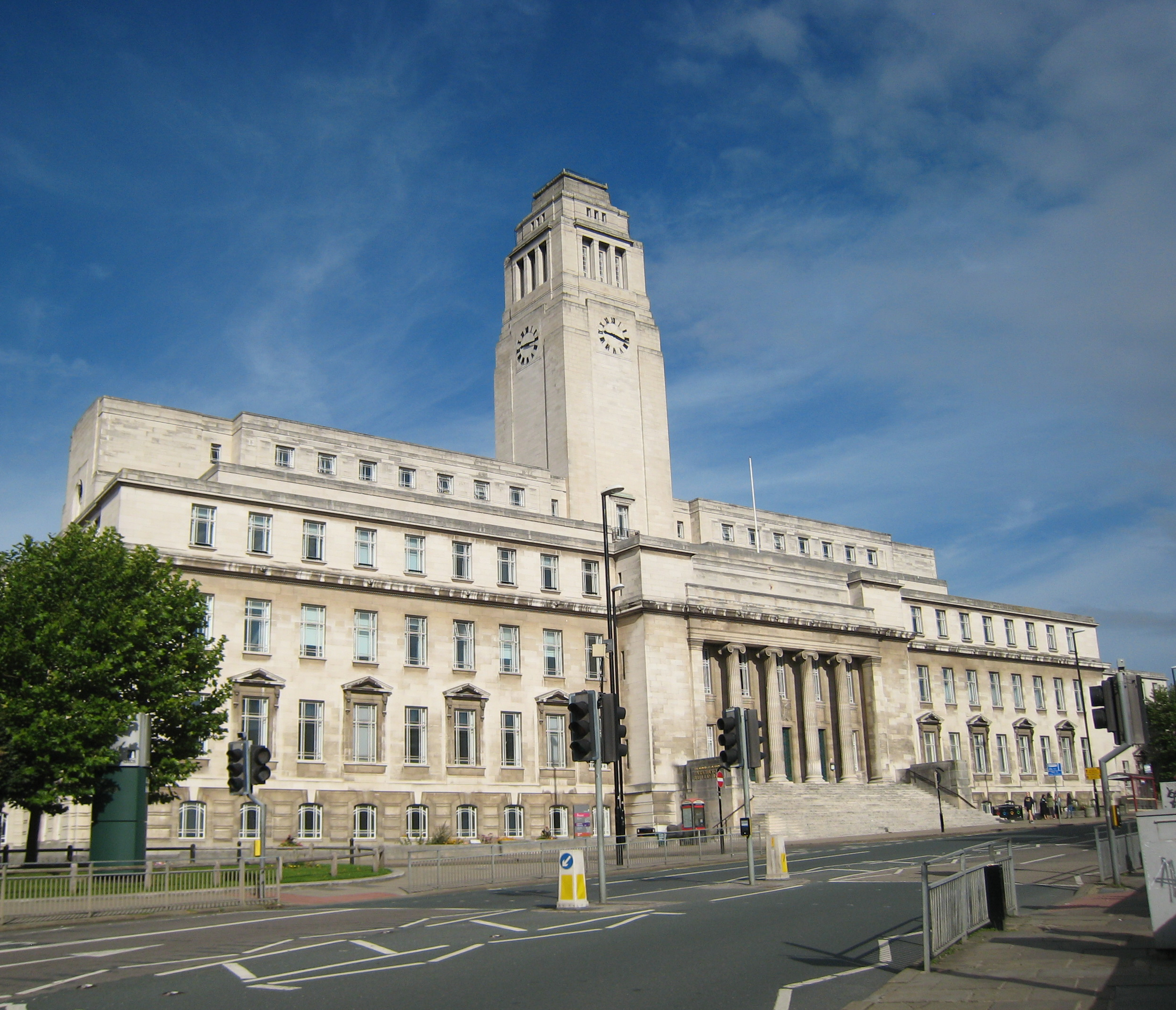
مبنى باركنسون الذي سمي على اسم فرانك باركنسون أحد كبار المستفيدين من الجامعة

مبنى باركينسون هو مبنى مدرج من الدرجة الثانية وهو مبنى على طراز الفن الخزفي وبرج سمي على اسم الراحل فرانك باركنسون، أحد المستفيدين الرئيسيين من الجامعة الذي أشرف على العديد من مشاريع البناء الجديدة منذ عام 1936 فصاعدًا. بلغت هذه الالتزامات ذروتها في الافتتاح الرسمي لمبنى باركنسون (الذي تبرع له باركنسون بمبلغ 200 ألف جنيه إسترليني) في 9 نوفمبر 1951 يعتبر برج المبنى من المعالم المعروفة في مدينة ليدز ويستخدم في شعار الجامعة وكرمز للجامعة. يعتبر برج الجرس أعلى نقطة في المبنى ويبلغ ارتفاعه 57 مترًا (187 قدم)، مما يجعله أطول مبنى في المرتبة 17 في مدينة ليدز.

### مبنى موريس كيوورث
تقع كلية إدارة الأعمال بجامعة ليدز في مباني تم تجديدها تعود إلى القرن التاسع عشر (المعروفة باسم مبنى موريس كيوورث)، والتي كانت تنتمي إلى مدرسة ليدز النحوية على الجانب الغربي من حرم جامعة ليدز. قامت الجامعة أيضًا ببناء المزيد من المباني الحديثة في منطقة كلية إدارة الأعمال بالحرم الجامعي المعروفة باسم مركز الابتكار؛ بتكلفة 9.3 مليون جنيه إسترليني. المبنى مكون من ثلاثة طوابق بمساحة 4350م 2 (السعة الإجمالية)، مع وجود الطابق الثالث لمركز الابتكار.

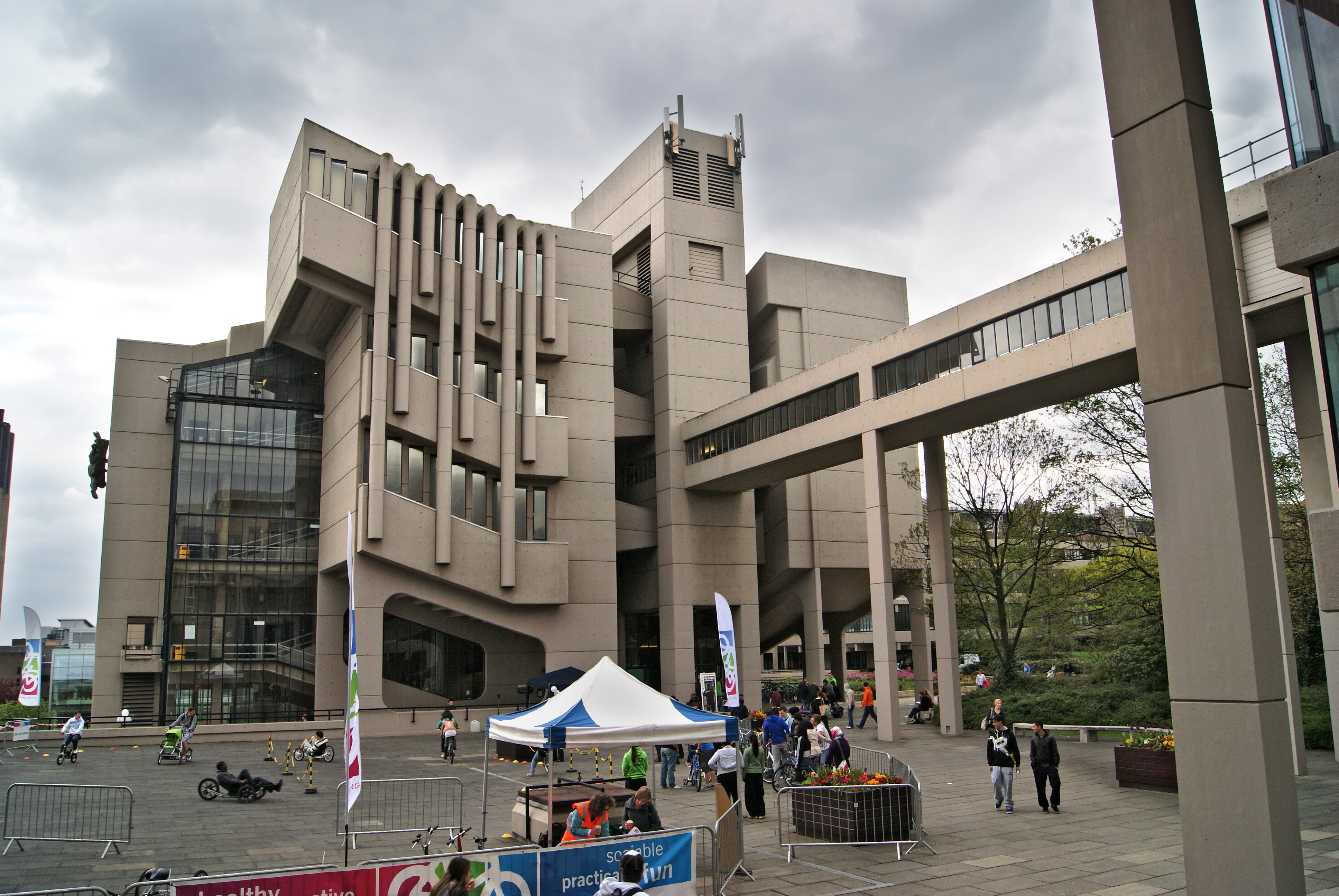
مبنى روجر ستيفنز

### مبنى روجر ستيفنز
يعد مبنى روجر ستيفنز، الذي تم بناؤه عام 1970، واحدًا من أكثر المباني شهرة في الحرم الجامعي، ويستخدم بشكل أساسي للمحاضرات.

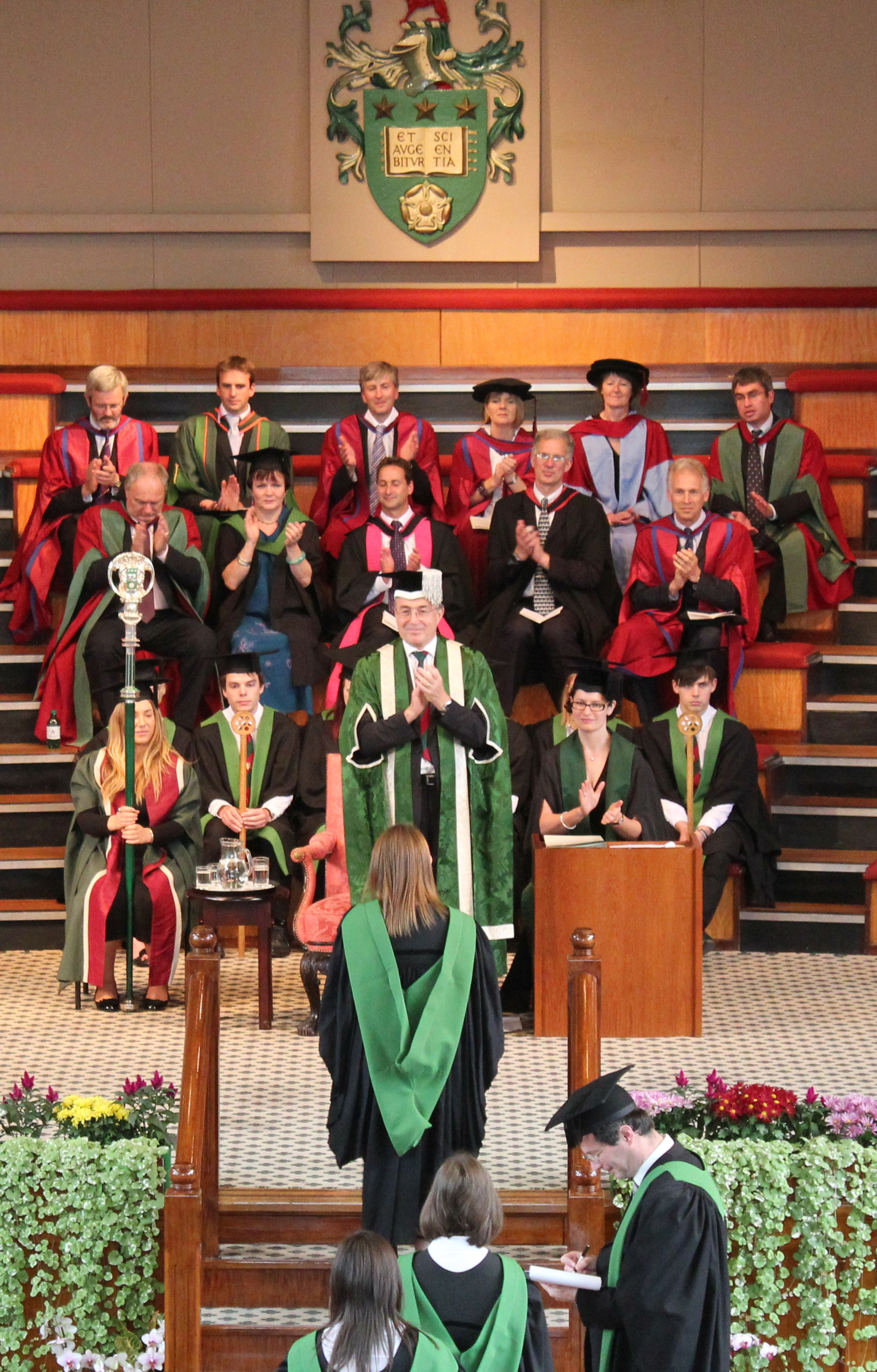
القاعة الكبرى هي مكان احتفالات التخرج.

### القاعة الكبرى
يعد مبنى القاعة الكبرى بالجامعة أحد أبرز المباني في الحرم الجامعي إلى جانب مبنى باركنسون والعديد من المباني الخمومية المصنفة من الدرجة الثانية. تم بناء القاعة الكبرى على موقع بيتش جروف هول استايت الذي تم شراؤه في عام 1879 من قبل كلية يوركشاير آنذاك عند انضمامها إلى جامعة فيكتوريا. تم هدم المبنـي لاحقًا في عام 1884 ليصبح موقعًا لمباني كلوزوركر في جناح بينز التذكاري والقاعة الكبرى. تم تصميم المباني من قبل المهندس المعماري الفيكتوري الشهير ألفريد ووترهاوس بالطوب الأحمر المضغوط وبها ضمادات من حجر بولتون وود على الطراز القوطي الجماعي. بلغت تكلفة البناء 22000 جنيه إسترليني وتم جمعها جزئيًا من خلال النداء العام وكانت بمثابة مكتبة الجامعة حتى افتتاح مكتبة بروذرتون. تُستخدم القاعة الكبرى الآن بشكل أساسي للامتحانات والاجتماعات وحفلات التخرج.

### مباني فترة ما بعد الحرب
في يونيو 2010، أوصى التراث الإنجليزي بمباني ما بعد الحرب في جامعة ليدز لتصبح مباني مدرجة من الدرجة الثانية. تشمل المباني الحديثة الخمومية التي تم الاعتراف بها مبنى روجر ستيفنز المدرج حديثًا من الدرجة الثانية*، في حين مبنى اي سي ستونر، ومبنى علوم الكمبيوتر، ومبنى الرياضيات/علوم الأرض، وغرفة كبار الموظفين المشتركة، ومبنى جارستانج، ومبنى إيرين مانتون، والاتصالات، ومكتبة إدوارد بويل (المكتبة الجنوبية سابقًا) ومبنى هنري برايس تم تصنيفهما كمباني مدرجة من الدرجة الثانية. تنضم هذه الإضافات إلى القاعة الكبرى وجناح بينز التي تم إدراجها عام 1877، ومدرسة الهندسة المعدنية، ومكتبة بروذرتون، ومبنى باركنسون المدرجة في الدرجة الثانية.

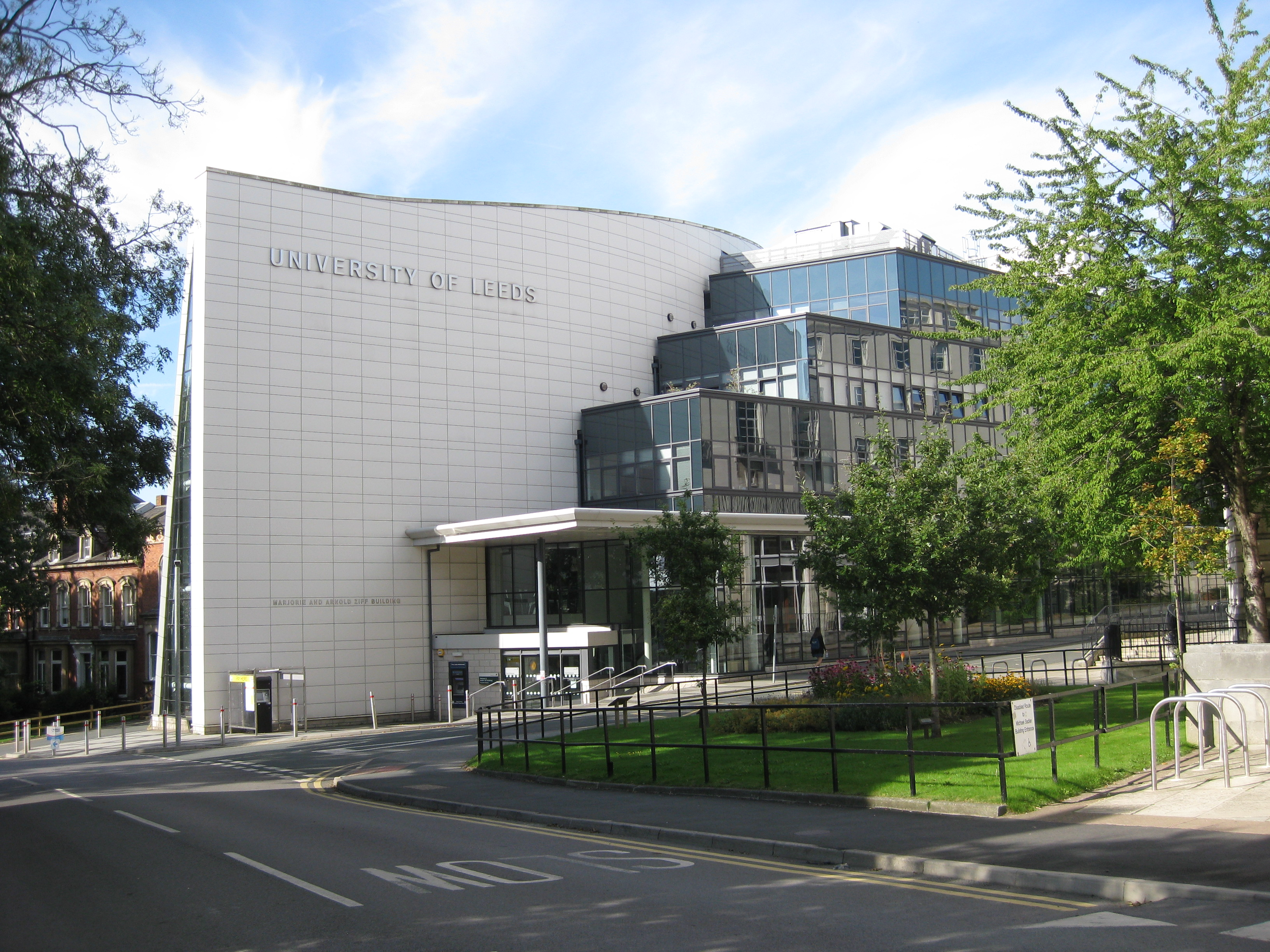
مبنى مارجوري اند زيف الذي يضم الخدمات الطلابية اعتبارًا من عام 2008

بالإضافة إلى الحرم الجامعي الرئيسي، يوجد أيضًا موقع عبر الأقمار الصناعية في ويكفيلد. حتى العام الدراسي 2006-2007، تم تدريس بعض المقررات في حرم بريتون هول الجامعي في غرب بريتون. تم إغلاق الموقع في صيف 2007 وبعد ذلك تم نقل المقررات التي يتم تدريسها هناك إلى الحرم الجامعي الرئيسي في ليدز.

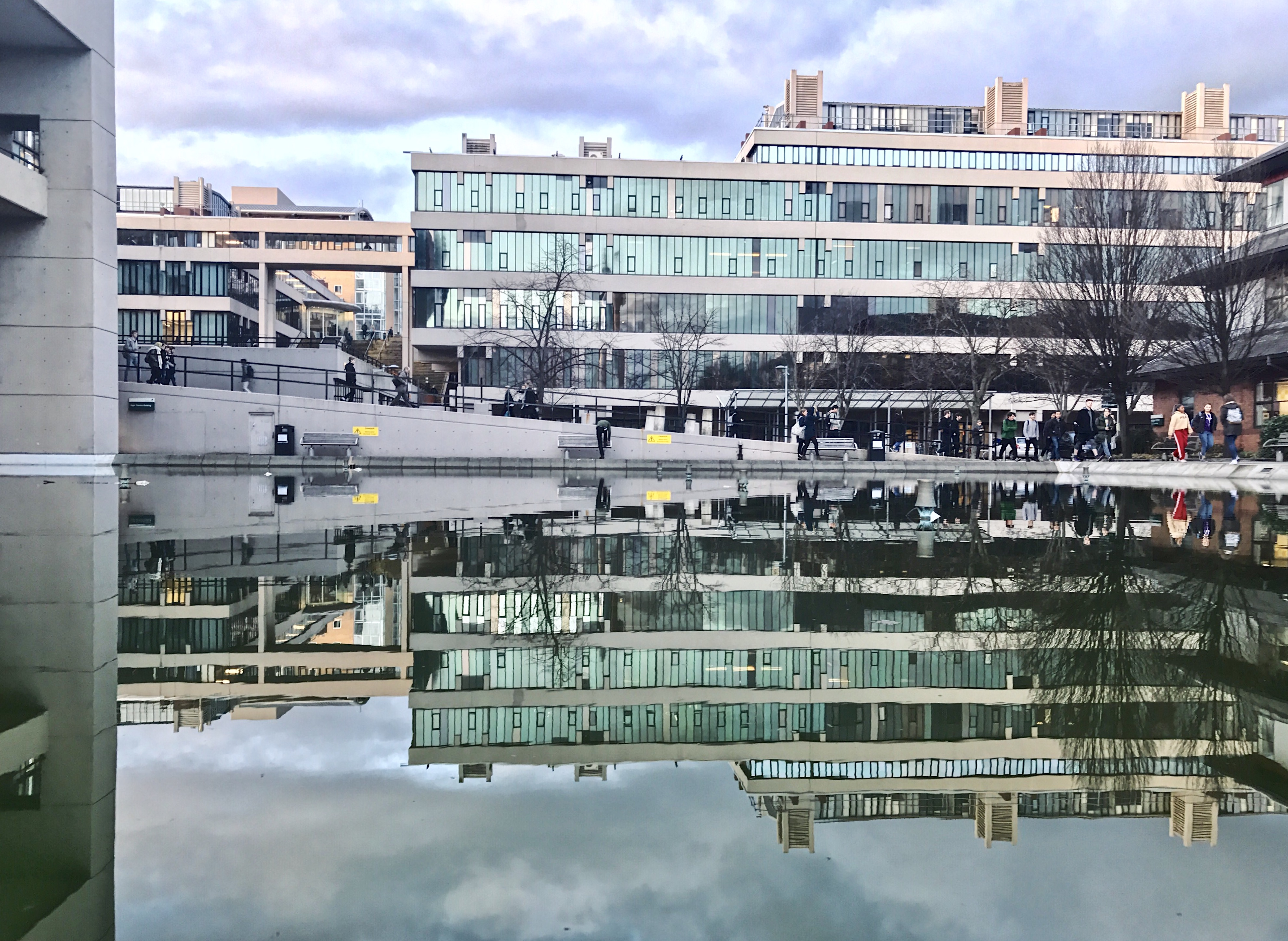
مبنى اي سي ستونر في جامعة ليدز

تقع محطة سكة حديد ليدز على بعد ميل واحد تقريبًا جنوب الحرم الجامعي الرئيسي. هناك العديد من خطوط الحافلات التي تخدمها. كان من الممكن أن يمر قطار ليدز سوبرترام المقترح عبر الحرم الجامعي. يمر خط ليدز ترولي باص المقترح حاليًا (الخط الشمالي) عبر الحرم الجامعي، ويربطه بوسط المدينة وهيدينجلي ولاونسوود. يقع طريق ليدز الداخلي الدائري أيضًا بالقرب من الحرم الجامعي.
كانت قاعة مؤتمرات جامعة ليدز، التي تقع بجوار القاعة الرياضية، هي مسرح ويست يوركشاير الأصلي. تم تجديده في عام 2003 ليصبح قاعتين للمحاضرات. أحدهما يتسع لـ 320 شخص والاخر لـ 550 شخص، مما يجعله أكبر منشأة ذات سعة في الحرم الجامعي.
تقع قاعة صلاة المسلمين بالجامعة في مبنى قاعة المؤتمرات وهي قادرة على استيعاب ما يصل إلى 300 شخص في أي وقت. وقد خضعت غرفة الصلاة للتجديد بعد تخصيص نصف مليون جنيه لتطويرها.

### التوسيع الحديث
بدأت الجامعة في التوسع منذ عام 2008، وأنفقت أكثر من 300 مليون جنيه إسترليني على المرافق التعليمية والبحثية والسكنية والترفيهية الجديدة بالإضافة إلى 80 مليون جنيهًا إسترلينيًا يتم إنفاقها لتحسين الأصول المتداولة. ويشكل برنامج هذا التوسع أحد أكبر المشاريع الاستثمارية الرأسمالية في التعليم العالي البريطاني.
- تضمنت تحسينات الأرض والبيئة عملية تجديد وبناء مرحلية بقيمة 23 مليون جنيهًا إسترلينيً التي اكتملت بالفعل. تضمنت هذه التجديدات تجديد مساحة المختبر في الجناح الغربي والتي تم افتتاحها للموظفين والطلاب في أبريل 2009، وتم الانتهاء من العناصر المتبقية من المخطط، سواء الجديدة والمجددة، في نوفمبر 2009.[36][37]
- بدأت تجديدات سكن الطلاب في مبنى تشارلز موريس بهدم مبنى السابق ليحل المبنى الجديد محله، كان سكن الطلاب يتكون من 108 سريرًا، وتم بناء مبنى جديد بسعة 500 سرير، بتكلفة 27.1 مليون جنيهًا إسترلينيًا. بدأ البناء في مارس 2009، وتم الانتهاء من القاعات الجديدة في صيف 2010، مع انتقال الدفعة الأولى من الطلاب للعام الدراسي الجديد في سبتمبر 2010.[36][37]
- تم أيضًا الانتهاء من أعمال بناء مركز رعاية الطفل وأدت إلى إنشاء مركز جديد لرعاية الأطفال يضم 140 موظفًا/ طالبًا وساحة خضراء جديدة ذات مناظر طبيعية على قطعة أرض مجاورة. استمر العمل الذي كلف 3.6 مليون جنيه استرليني لمدة 12 شهرًا تقريبًا وكان الافتتاح الرسمي في أبريل 2010.[36][37]
- بدأت تحسينات المسبح ومركز اللياقة البدنية (المعروفة باسم ذا ايدج) في عام 2009 وتضمنت التحسينات بناء المبنى الجديد بقيمة 12.2 مليون جنيهًا إسترلينيًا ليضم مسبح وصالة رياضية على الحافة الجنوبية الغربية للحرم الجامعي. كان من المقرر الانتهاء من المنشأة بحلول نهاية فبراير 2010 ولكن تم تأجيلها حتى يتم افتتاحها رسميًا في مايو 2010.[36][37]
- مبنى القانون هو مشروع كلف 12 مليون جنيهًا إسترلينيًا وتم الانتهاء منه في أوائل عام 2011. بدأ العمل في المشروع في سبتمبر 2009 وكان من المقرر في البداية الانتهاء منه في أواخر عام 2010. يقع المبنى الجديد على الجانب الغربي من الحرم الجامعي بجانب كلية إدارة الأعمال بجامعة ليدز وبجوار مبنى مايكل ماركس الجديد الذي يضم أرشيفات ماركس آند سبنسر، بما في ذلك أكثر من 60 ألف قطعة أثرية من لندن وليدز (حيث تأسست الشركة).[36][37] تشكل هذه المجموعة الجديدة من المباني الحرم الجامعي "المهني" للجامعة، حيث تضم وظائف الأعمال والاقتصاد والقانون.
- مكتبة إدوارد بويل كلفت إعادة تطوير المكتبة 28 مليون جنيهًا إسترلينيًا وتمت الموافقة على إعادة تطوير المكتبة من قبل الجامعة وتم تعيين فريق تصميم استشاري، بهدف بدء العمل في أواخر عام 2010. ومع ذلك، أدت تخفيضات الميزانية إلى تأجيل المشروع[36][37] حتى عام 2015. بدأ التجديد في صيف 2015 واكتمل في أواخر عام 2016.
- مبنى الطاقة كلف توسيع المبنى 12.5 مليون جنيهًا إسترلينيًا وذلك لتطوير توسعة المجمع الهندسي. بدأت أعمال البناء في أواخر صيف 2010، واكتملت في مارس 2012.[36][38]
- خضع مبنى كلوزوركر الشمالي لعملية تطوير بقيمة 42.3 مليون جنيه إسترليني لتجديد المرافق بالكامل. بدأت أعمال البناء خلال جائحة فيروس كورونا.

### الأعمال الفنية بحرم الجامعة
تتراوح الأعمال الفنية العامة في الحرم الجامعي من النصب التذكاري المثير للجدل للحرب العالمية الأولى لإريك جيل عام 1923، المسيح يقود الصرافين من المعبد في بهو مبنى روبرت بيكيت، إلى العمل التذكاري لسيمون فوجيوارا 2015 والبالغ طوله 9 متر (30 قدم) ويقع أمام مكتبة ليدلو وعمود ليليان لين المعاكس في عام 2019 عند المدخل الجنوبي الشرقي للحرم الجامعي. لدى الجامعة استراتيجية فنية عامة تم تطويرها بالتعاون مع جمعية الفن المعاصر.

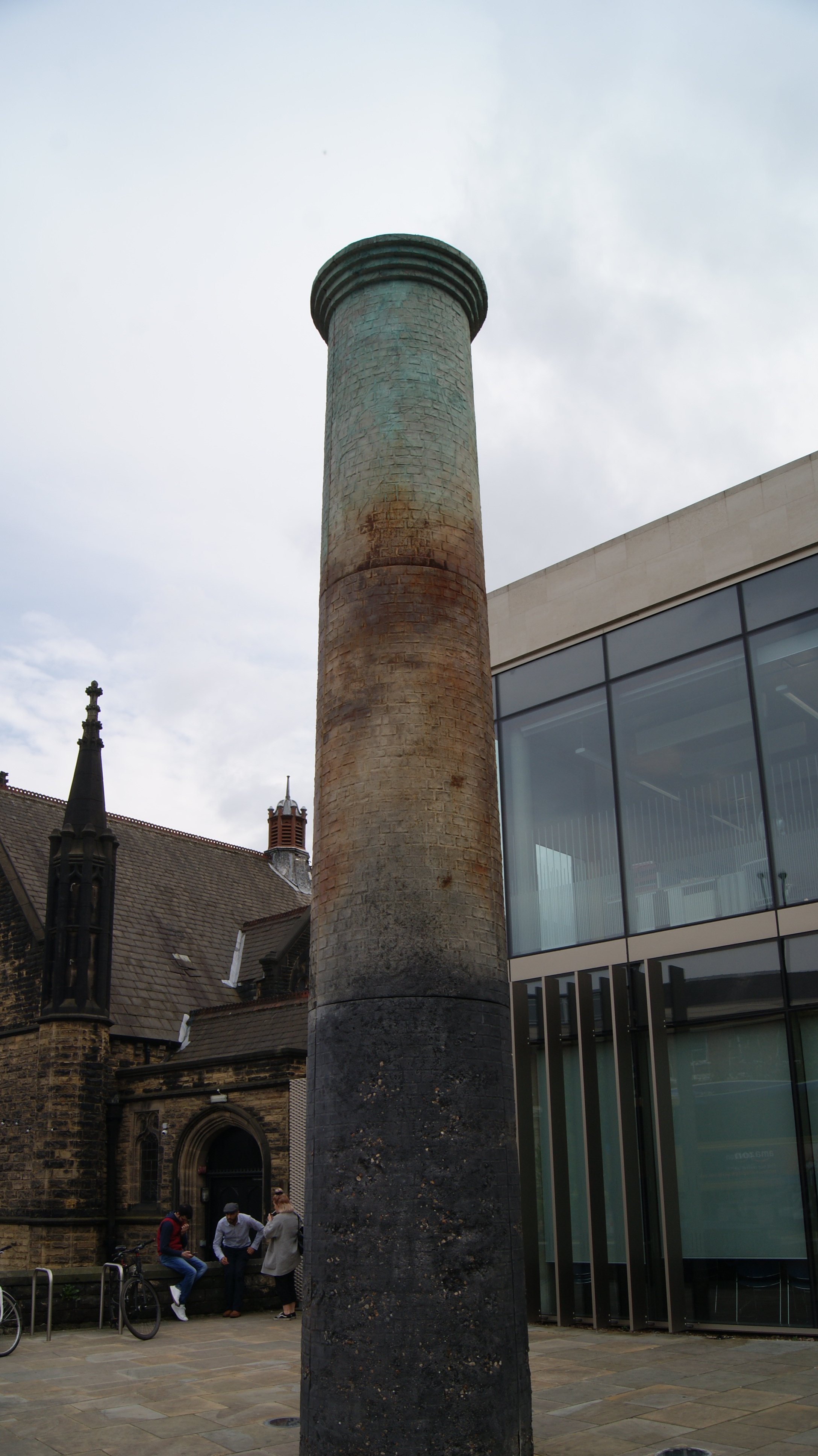
عمل سيمون فوجيوارا الفني في عام 2015، يقع أمام مكتبة ليدلو

## الملف الأكاديمي
خلال العام الدراسي 2019/20 تم تسجيل 36360 طالب. كان هناك حوالي 560 برنامجًا مختلفًا من برامج البكالوريوس وحوالي 300 برنامجًا للدراسات العليا في الفترة 2009-2010. :6مع الحفاظ على نقاط قوتها في المواد التقليدية (على سبيل المثال، عدد الطلاب الذين يدرسون اللغات والعلوم الفيزيائية أكبر من أي مكان آخر في المملكة المتحدة)، طورت ليدز أيضًا خبرتها في مجالات متخصصة أكثر تميزًا ونادرة مثل كيمياء الألوان، وعلوم الحرائق، وتكنولوجيا النانو، وتكنولوجيا الطيران والدراسات التجريبية.

### المكتبات
تتوزع مكتبة الجامعة على خمسة مواقع، ويبلغ إجمالي عدد الكتب فيها 2.78 مليون كتاب و26000 مجلة مطبوعة وإلكترونية و850 قاعدة بيانات و6000 كتاب إلكتروني: مما يجعلها واحدة من أكبر المكتبات البحثية في المملكة المتحدة. مكتبة الفنون والعلوم الإنسانية الرئيسية هي مكتبة بروذرون، وتقع في مبنى باركنسون. مكتبة العلوم والعلوم الاجتماعية والهندسة الرئيسية هي مكتبة إدوارد بويل، وتقع في وسط الحرم الجامعي. تخدم مكتبة العلوم الصحية طلاب الطب وطب الأسنان والرعاية الصحية، وتقع في مبنى وورسلي، ويوجد امتداد لهذه المكتبة في مستشفى جامعة سانت جيمس. تم افتتاح مكتبة ليدلو في الحرم الجامعي الرئيسي، والتي تخدم احتياجات الطلاب الجامعيين، في مايو 2015. تم تسميته على اسم اللورد ليدلو الذي أعطى 9،000،000 جنيه إسترليني لبناء المكتبة.
تضم مكتبة الجامعة العديد من المحفوظات والكتب النادرة وبعض الأشياء في مجموعاتها الخاصة التي تتراوح من 2500 قبل الميلاد إلى القرن الحادي والعشرين. المجموعات الخاصة تحتوي على خمس مجموعات مصنفة على أنها متميزة من قبل مجلس الفنون في إنجلترا. هذه هي مجموعات الأدب الإنجليزي، وأرشيف ليدز الروسي، ومجموعة ليدل، ومجموعة الطبخ ومجموعاتها الغجرية والمسافرة والغجرية. يحتوي المستودع على المجلد الأول لوليام شكسبير،

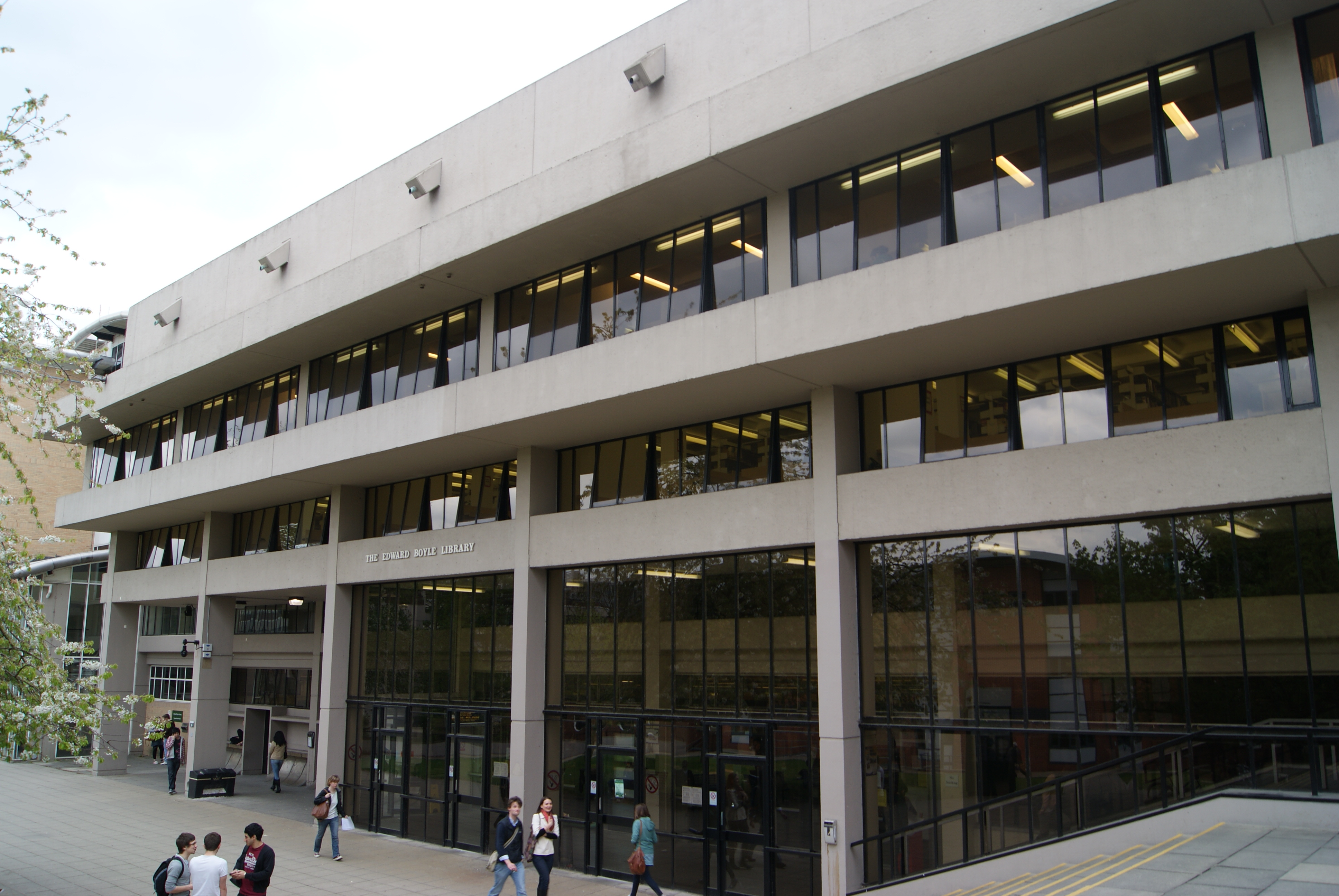
مكتبة إدوارد بويل، واحدة من العديد من المباني الخمومية المرتبطة بسلسلة من الطرق العلوية المترابطة

الكوميديا والتاريخ للسيد ويليام شكسبير والمآسي المنشورة عام 1623. تحتوي المجموعات الخاصة أيضًا على نسخ من الصحف الثانية والثالثة والرابعة. هناك نسخة من كتاب السير إسحاق نيوتن الاصول الرياضية للفلسفة الطبيعية، نُشر لأول مرة في 5 يوليو 1687.
تحتوي المجموعات الخاصة على أكثر من 300 قطعة من اكتب التاريخية، معظمها موجود في مجموعة بروذرتون. كما أنه يحتوي على عدد كبير من مخطوطات العصور الوسطى. تتكون مجموعة العملات المعدنية الواسعة من 15000 قطعة نقدية وميدالية ذات انتشار زمني وجغرافي واسع. كما أن مجموعات الأرشيف النسوي الشمالية مودعة أيضًا وتحتوي هذه على مواد تتعلق بالمرأة من عام 1969 إلى يومنا هذا.
تتم إدارة معرض ستانلي وأودري بيرتون ومعرض الكنوز ومجموعة المنسوجات الدولية من خلال المجموعات الخاصة.

### تقنية المعلومات
تدعم خدمات تقنية المعلومات الجامعة بمجموعة من الخدمات الموجهة للاستخدام من قبل مجتمعات الجامعة المختلفة. كما توفر كليات الجامعة والمدارس والمعاهد مرافق الحوسبة. توفر هذه بشكل جماعي القدرة الحسابية التي يمكن استخدامها من قبل الموظفين والطلاب والزوار. يتم توفير القدرة الحسابية الإضافية عبر مرافق الحوسبة السحابية الخارجية والحوسبة عالية الأداء.
في عام 2023، كان هناك إجمالي 31 مساحة لدراسة تقنية المعلومات مُدارة مركزيًا متاحة للاستخدام.
دعم فريق الحوسبة البحثية لخدمات تكنولوجيا المعلومات مجتمعات البحث الجامعية بالمنصات واستخدامها والاستشارات والتدريب . يوجد موقع توثيق خاص بالمستخدم يحتوي على تفاصيل حول مرافق الحوسبة عالية الأداء بالجامعة وكيفية استخدامها.

### الأبحاث
تمتلك العديد من الأقسام الأكاديمية مرافق بحثية متخصصة، يستخدمها الموظفون والطلاب لدعم الأبحاث بدءًا من المجموعات ذات الأهمية الدولية في مكتبات الجامعة وحتى المختبرات الحديثة. وتشمل هذه البرامج تلك التي يستضيفها معهد دراسات النقل، مثل جهاز محاكاة القيادة بجامعة ليدز والذي يعد واحدًا من أكثر البرامج تقدمًا على مستوى العالم في بيئة البحث، مما يسمح للباحثين في مجال النقل بمراقبة سلوك السائق في ظروف معملية يتم التحكم فيها بدقة دون المخاطر المرتبطة بـ البيئة الحية والمادية.
من خلال روابط واسعة النطاق مع مستشفى جامعة سانت جيمس من خلال كلية ليدز للطب، تدير الجامعة مجموعة من مختبرات الأبحاث عالية التقنية للعلوم الطبية الحيوية والفيزيائية والأغذية والهندسة - بما في ذلك الغرف النظيفة للتكنولوجيا الحيوية ودفيئات علوم النبات. ترتبط الجامعة بمستشفى ليدز العام ومعهد الطب الجزيئي ومقره في مستشفى جامعة سانت جيمس، مما يساعد على تكامل البحث والممارسة في المجال الطبي.
كما تقوم الجامعة بتشغيل مرافق بحثية في مجال الطيران، مع جهاز محاكاة الطيران من طراز إيرباص إيه 320 . تم تصميم جهاز المحاكاة بهدف تعزيز سلامة وكفاءة عمليات الطيران. حيث يستخدم الطلاب جهاز المحاكاة لتطوير ردود أفعالهم تجاه المواقف الحرجة مثل تعطل المحرك، وعطل العرض، والطقس الغريب.
بالإضافة إلى هذه المرافق، تقوم العديد من أقسام الجامعة بإجراء الأبحاث في مجالات تخصصها. هناك أيضًا العديد من مراكز الأبحاث، بما في ذلك مركز جامعة ليدز للدراسات الأفريقية.

### الطب

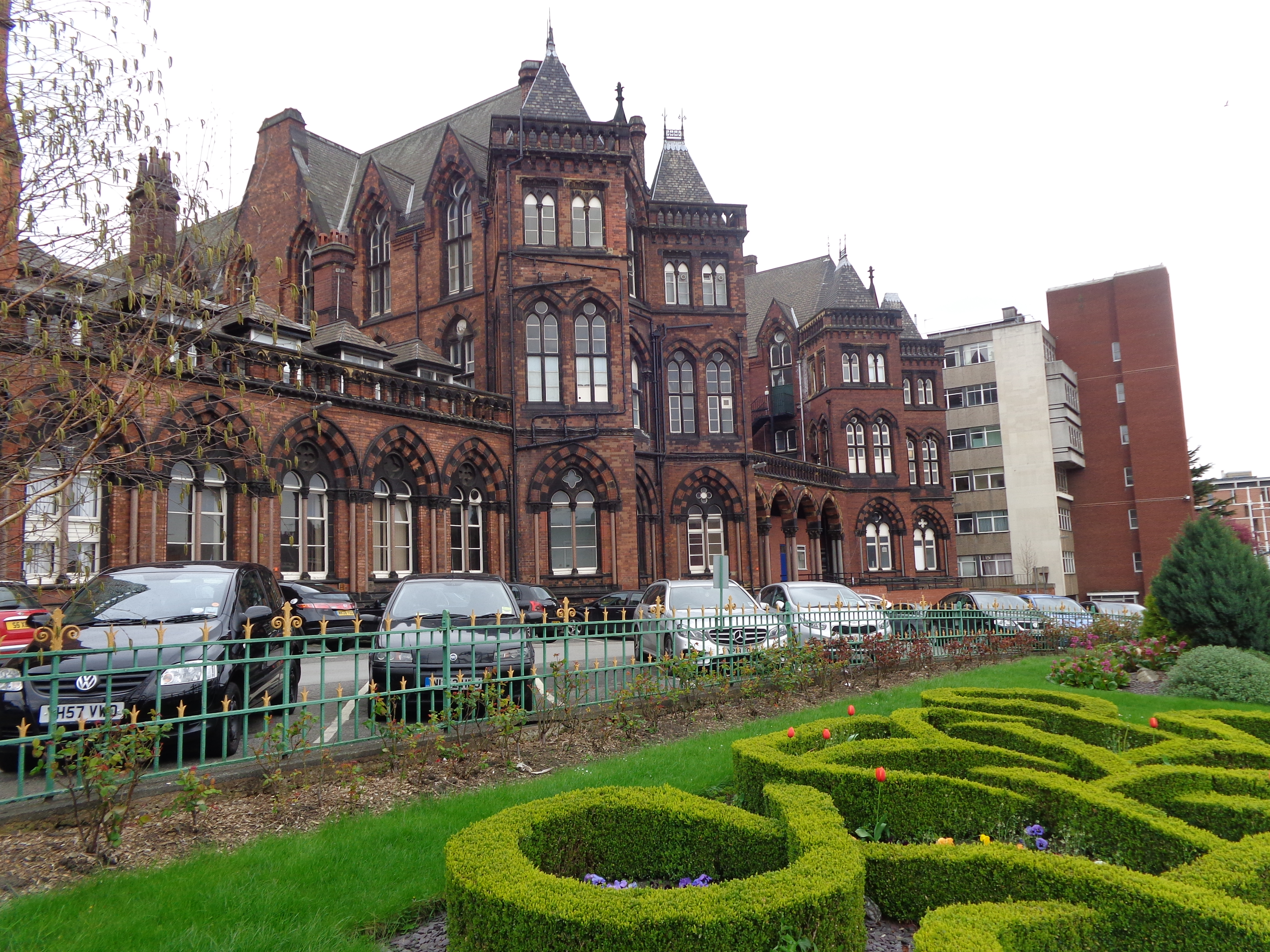
يضم مستشفى ليدز الجامعي (في الصورة) ومستشفى جامعة سانت جيمس مدرسة ليدز للطب.

تعد مدرسة طب ليدز واحدة من أكبر كليات الطب في أوروبا، حيث يتم تدريب أكثر من 250 طالب طب في كل سنة من السنوات السريرية وأكثر من 1000 موظف من التدريس والبحث والفني والإداري. يوجد بالمدرسة مراكز تميز مقسمة إلى معهد ليدز لعلم الوراثة والصحة والعلاج، ومعهد ليدز للعلوم الصحية، ومعهد ليدز للتعليم الطبي ومعهد ليدز للطب الجزيئي. في دليل الجامعات لعام 2010-2011، تم تصنيف مدرسة ليدز للطب ليدز في المرتبة 11 كأفضل كلية طب في المملكة المتحدة من قبل صحيفة الغارديان والمرتبة 14 من قبل دليل الجامعة الكامل بالتعاون مع صحيفة الإندبندنت.
تتمتع كلية الطب بعلاقات وثيقة مع هيئة الخدمات الصحية الوطنية وتعمل بشكل وثيق مع صندوق هيئة الخدمات الصحية الوطنية التابع لمستشفيات ليدز التعليمية، والتي تضم ستة مستشفيات والعديد من ممارسات التدريب على الرعاية الأولية في يوركشاير وهامبر.
يعد مستشفى ليدز العامة ومستشفى جامعة سانت جيمس في ليدز المستشفيات التعليمية الرئيسية في منطقة غرب يوركشاير، حيث يعد مستشفى جامعة سانت جيمس واحد من أكبر المستشفيات التعليمية في أوروبا. يقع الحرم الجامعي الرئيسي بجوار مستشفى ليدز العام ويتصل مباشرة عبر مبنى وورسلي التابع لكلية الطب في ليدز.
مستشفى ليدز العام هو مركز في المملكة المتحدة لجراحة الأعصاب، وواحد من 10 مراكز فقط في المملكة المتحدة لأمراض القلب للأطفال. يتميز المستشفى بمهبط على السطح لخدمة الإسعاف الجوي في يوركشاير.

### التصنيف والسمعة الأكاديمية

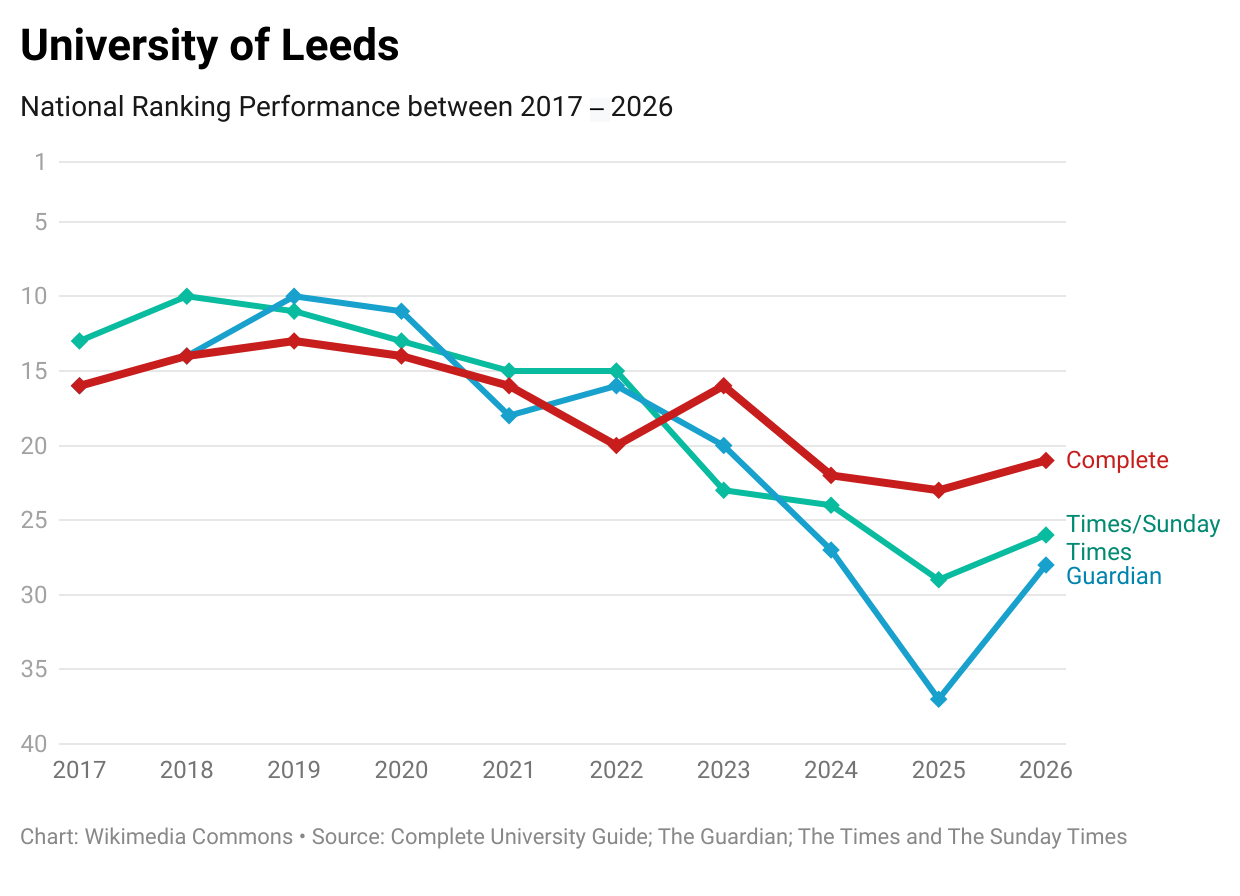
أداء جدول الدوري الوطني لجامعة ليدز على مدى السنوات العشر الماضية

تم تصنيف ليدز في المرتبة العشرين (مع جامعة إكستر) بين المؤسسات متعددة الكليات في المملكة المتحدة من حيث جودة (المعدل) لأبحاثها والمرتبة الثامنة من حيث قوتها البحثية (متوسط درجات الجامعة مضروبًا في المجموع الكامل) - العدد المعادل الزمني للباحثين المقدمين) في إطار التميز البحثي لعام 2021.
بين عامي 2014 و2015، تم تصنيف ليدز في المرتبة العاشرة بين الجامعات البريطانية الأكثر استهدافًا من قبل أرباب عمل الخريجين، بانخفاض مركزين عن المركز الثامن في تصنيفات عام 2014 السابقة.
صنفت تصنيف مجلة تايمز للتعليم العالي للجامعات العالمية لعام 2021 جامعة ليدز في المرتبة 153 على مستوى العالم. تحتل الجامعة المرتبة 84 على مستوى العالم بحسب تصنيف CWTS Leiden. تحتل ليدز المرتبة 86 عالميًا (و13 في المملكة المتحدة) في تصنيف كيو إس للجامعات العالمية لعام 2023. حصلت ليدز أيضًا على لقب جامعة العام 2017 من قبل صحيفة التايمز ودليل الجامعات الجيدة لصحيفة صنداي تايمز. وفي عام 2019، احتلت المرتبة 150 بين الجامعات حول العالم حسب تصنيفات سيماجو مؤسسات.
وفي عام 2009، حصلت الجامعة على جائزة الملكة السنوية لخدمات الهندسة والتكنولوجيا.

### العضويات
تعد الجامعة عضوا مؤسسا في مجموعة رسل، التي تضم الجامعات الرائدة في مجال الأبحاث المكثفة في المملكة المتحدة، بالإضافة إلى مجموعة N8 للتعاون البحثي، وشبكة الجامعات العالمية، ورابطة جامعات الكومنولث، ورابطة الجامعات الأوروبية واتحاد جامعة وايت روز وشبكة سانتاندير ومبادرة سيديو. وهي تابعة أيضًا لجامعات المملكة المتحدة. حصلت كلية إدارة الأعمال بجامعة ليدز على "التاج الثلاثي" من الاعتمادات من جمعية تطوير كليات إدارة الأعمال الجماعية، ورابطة ماجستير إدارة الأعمال، والنظام الأوروبي لتحسين الجودة.

### القبول
بالنسبة لطلبات التسجيل لعام 2016، تلقت جامعة ليدز أكثر من 50000 طلب التحاق على درجة البكالوريوس، مما يجعلها الجامعة الرابعة الأكثر شعبية من حيث حجم طلبات الالتحاق. حصلت جامعة ليدز على المركز الثامن عشر من حيث متوسط مؤهلات الالتحاق للطلاب الجامعيين في أي جامعة في المملكة المتحدة في عام 2015، حيث بلغ متوسط نقاط الطلاب الجدد 427 نقطة UCAS، أي ما يعادل أقل بقليل من ABBab في درجات المستوى A. تقدم الجامعة عروض القبول لـ 75.4% من المتقدمين، وهي المرتبة الرابعة عشرة بين أدنى مجموعة رسل.
ترحب جامعة ليدز سنويًا بأكثر من 9000 طالب دولي من أكثر من 170 دولة، مما يجعل حرمها الجامعي واحدًا من أكثر الحرم الجامعي تنوعًا وتعددًا للثقافات في المملكة المتحدة.
ما يقارب 19.6% من الطلاب الجامعيين في ليدز تلقوا تعليمًا خاصًا، وهي النسبة الثامنة عشرة بين أعلى الجامعات البريطانية السائدة. في العام الدراسي 2016-2017، كان معدل السكن في الجامعة 77:4:18 للطلاب من المملكة المتحدة: والاتحاد الأوروبي: وللطلاب من خارج الاتحاد الأوروبي على التوالي مع نسبة الإناث إلى الذكور 61:39. أظهرت أرقام الخريجين في العام 2016-2017 أن 30% من الطلاب الجامعيين حصلوا على مرتبة الشرف من الدرجة الأولى، وحصل 57% على درجة 2:1، وحصل 12% على درجة 2:2 وحصل 1% على الدرجة الثالثة.

### الفائزين بجائزة نوبل
عدد من الحائزين على جائزة نوبل إما عملوا أو درسوا في جامعة ليدز.
- السير ويليام هنري براغ، الحائز على نيشان الاستحقاق، ورتبة الامبراطورية البريطانية (حصل على جائزة نوبل في الفيزياء عام 1915)، لخدماته (بالاشتراك مع ابنه ويليام لورانس براغ ) في تحليل التركيب البلوري عن طريق الأشعة السينية.
- جورج بورتر، الحائز على نيشان الاستحقاق، زمالة الجمعية المكية (حاصل على جائزة نوبل في الكيمياء عام 1967) – خريج جامعة ليدز – لدراساته حول التفاعلات الكيميائية السريعة للغاية (التحلل الضوئي الفلاشي).
- وولي سوينكا (حصل على جائزة نوبل في الأدب عام 1986) – خريج جامعة ليدز – كاتب نيجيري حصل على جائزة نوبل في الأدب عام 1986.
- آرتشر جون بورتر مارتين (حصل على جائزة نوبل في الكيمياء عام 1952)، كان كيميائيًا إنجليزيًا شارك في جائزة نوبل في الكيمياء لاختراعه الفصل الكروماتوغرافي مع ريتشارد سينج.
- ريتشارد لورنس ميلينغتون سينج (حصل على جائزة نوبل في الكيمياء عام 1952)، كان عالم كيمياء حيوية بريطاني، وتشارك جائزة نوبل في الكيمياء لاختراع الفصل الكروماتوغرافي مع آرتشر ماريتن. خلال فترة وجوده في جامعة ليدز، عمل مع آرتشر مارتن، لتطوير الفصل اللوني، وهي تقنية تستخدم في فصل مخاليط المواد الكيميائية المماثلة، والتي أحدثت ثورة في الكيمياء التحليلية.
- ساهم بيرس فورستر – عضو هيئة التدريس بجامعة ليدز – في إعداد تقارير الهيئة الحكومية الدولية المعنية بتغير المناخ، والتي حصلت على جائزة نوبل للسلام عام 2007.[80]

### الشركاء الدوليين
تمتلك الجامعة عددًا من الروابط الرسمية مع مؤسسات من جميع أنحاء العالم لمشاركة التدريس والبحث وتسهيل تبادل الموظفين والطلاب. تشارك العديد من الجامعات الأوروبية في برنامج إيراسموس الذي يسمح بالتعلم عبر العديد من المؤسسات في أوروبا. يمكن للطلاب في جامعة ليدز الاختيار من بين الجامعات الأوروبية المشاركة، حيث يكون لكل كلية انتماءات جامعية معينة.

### مستشار الجامعة
يعمل مستشار الجامعة كرئيس شرفي في محكمة الجامعة. عمل سبعة مستشارين في جامعة ليدز منذ حصولها على ميثاقها الملكي في عام 1904.
| الاسم                                 | المدة     |
| ------------------------------------- | --------- |
| جورج روبنسون، مركيز ريبون الأول       | 1904-1909 |
| فيكتور كافنديش، دوق ديفونشاير التاسع  | 1909-1938 |
| إدوارد كافنديش، دوق ديفونشاير العاشر  | 1938-1950 |
| ماري، الأميرة الملكية وكونتيسة هاروود | 1951-1965 |
| كاثرين، دوقة كينت                     | 1966-1999 |
| ملفين براج، اللورد براج               | 1999-2017 |
| السيدة جين فرانسيس                    | 2017–     |

#### وكيل المستشار
وكيل المستشار ينوب عن المستشار. وكان وكيل المستشار الأول آرثر جرينهاو لوبتون، المذكور في ميثاق عام 1904، رجل أعمال ورئيس مجلس كلية يوركشاير، من عائلة مزدهرة وبارزة ترتبط منذ فترة طويلة بمدينة ليدز وجامعتها. كانت والدته، فرانسيس لوبتون، رائدة في مجال التعليم وشغل أكثر من شخص من أقاربه منصب عمدة مدينة ليدز. في عام 1924، كان آرثر عضوًا مدى الحياة في الجامعة وقدم تبرعات كبيرة - 10000 جنيه إسترليني - للجامعة، كما فعل والديه فرانسيس وفرانسيس لوبتون وإخوته: تشارلز وهيو وإف إم لوبتون. تسجل أرشيفات الجامعة أن أعمام آرثر لوبتون وبنات وأبناء إخوته وأبناء عمومته، بما في ذلك السيدة إي. (البارونة فون) شونك - لقبها لوبتون قبل الزواج، قدموا أيضًا تبرعات سخية، وفي عام 1924، صهرها، " السيد رايت. لورد ايرديل، كان عضوًا في محكمة جامعة ليدز، بعد أن "تم ترشيحه من قبل التاج البريطاني". 
في العشرينيات، قامت شركة المحاماة ميدلتون وأبنائه ومقرها ليدز - بما في ذلك خريج جامعة ليدز (فيكتوريا) المحامي ر. نويل ميدلتون وزوجته أوليف وشقيقته جيرترود ميدلتون - بالتبرع أيضًا لمخططات بناء الجامعة. كانت زوجة ر.نويل ميدلتون ابنة أخت وكيل المستشار آرثر لوبتون.

### نائب المستشار
يقوم نائب مستشار الجامعة بدور الرئيس التنفيذي. وكان نائب المستشار الحالي هو سيمون بويتينديك، نائب العميد السابق (التعليم) في كلية لندن الإمبراطوريورية. في أكتوبر 2023، أعلن أنه سيتنحى عن منصبه في 31 ديسمبر 2023، بعد أن ظل في هذا المنصب لمدة ثلاث سنوات فقط، وحتى يتم تعيين مسستشار جديد، قام عميد الجامعة ونائب نائب المستشار هاي سوي يو بادارة الجامعة. أُطلقت أسماء عدد من نواب المستشارين السابقين على مباني جامعية أو قاعات سكنية في الحرم الجامعي. على سبيل المثال مكتبة إدوارد بويل، وقاعة بودينغتون (مبنى سكني سُميَ على شرف النائب الأول للمستشار) ومبنى روجر ستيفنز.
| اسم                                       | مدة       |
| ----------------------------------------- | --------- |
| السير ناثان بودينجتون                     | 1904-1910 |
| السير مايكل إرنست سادلر                   | 1911-1923 |
| السير جيمس بلاك بيلي                      | 1924-1938 |
| برنارد موات جونز                          | 1938-1948 |
| تشارلز موريس، بارون موريس جراسمير         | 1948-1963 |
| السير روجر ستيفنز                         | 1963-1970 |
| إدوارد بويل، بارون بويل هاندسوورث         | 1970-1981 |
| ويليام والش (القائم بأعمال نائب المستشار) | 1981-1983 |
| السير السير إدوارد دبليو باركس            | 1983-1991 |
| السير آلان جي ويلسون                      | 1991-2004 |
| مايكل آرثر                                | 2004-2013 |
| السير آلان لانجلاندز                      | 2013-2020 |
| سيموني بويتينديك                          | 2020-2023 |
| هاي سوي يو (نائب المستشار المؤقت)         | 2023-     |

### الشؤون المالية
في السنة المالية المنتهية في 31 يوليو 2023، حصلت جامعة ليدز على ثامن أعلى معدل عوائد من بين جميع الجامعات البريطانية بإجمالي دخل قدره 979.5 مليون جنيهًا إسترلينيًا (2021/22 - 924.7 مليون جنيهًا إسترلينيًا) وإجمالي النفقات 906.1 مليار جنيهًا إسترلينيًا (2021/22 - 1.043.043 مليار جنيهًا إسترلينيًا). تضمنت مصادر الدخل الرئيسية 505.8 مليون جنيهًا إسترلينيًا من الرسوم الدراسية وعقود التعليم (2021/22 - 499.3 مليون جنيهًا إسترلينيًا) 184.9 مليون جنيهًا إسترلينيًا من المنح والعقود البحثية (2021/22 - 177.3 مليون جنيهًا إسترلينيًا) 107.0 مليون جنيهًا إسترلينيًا من منح هيات التمويل (2021/22 - 95.2 مليون جنيهًا إسترلينيًا) و15.1 مليون جنيهًا إسترلينيًا من التبرعات والأوقاف (2021/22 - 10.7.7 مليون جنيهًا إسترلينيًا).
في نهاية العام، كان لدى جامعة ليدز أوقاف قدرها 83.2 مليون جنيهًا إسترلينيًا (2021/22 - 87.4 مليون جنيهًا إسترلينيًا)، مما يضعها ضمن أفضل عشرين جامعة في المملكة المتحدة، ويبلغ إجمالي صافي الأصول 897.7 مليون جنيهًا إسترلينيًا (2021/22 - 773.1 مليون جنيهًا إسترلينيًا).

## الحياة الطلابية

### اتحاد الطلبة
اتحاد جامعة ليدز هو اتحاد تابع للاتحاد الوطني للطلاب، ويقع في الحرم الجامعي الرئيسي. الغرض الرئيسي للاتحاد هو دعم طلاب ليدز من خلال توفير فرص التنشئة الاجتماعية ودعم المجتمعات والمجموعات والمساعدة والخدمات الاستشارية ومساعدة الطلاب الراغبين في التطوع وتنظيم الحملات والمشاركة مع المجتمعات المحلية. اتحاد جامعة ليدز هو أيضًا عضو مؤسس في مجموعة ألدويتش، التي تمثل اتحادات الطلاب الأعضاء في مجموعة راسل.
قاعة طعام جامعة ليدز المزود الرئيسي للطعام بالجامعة خلال النهار، حيث تقدم مجموعة من الأطعمة الساخنة والباردة بينما تحول في المساء إلى واحدة من أكبر قاعات الموسيقى في ليدز، حيث تتسع لـ 2100 شخص للفعاليات. عزف العديد من الفرق الموسيقية والموسيقيين المشهورين في قاعة طعام جامعة ليدز. من بينهم ذا هو الذي سجل أغنيته لايف ان ليدز في القاعة (في الأصل عام 1970، ثم عاد في يونيو 2006 لإعادة العرض الأصلي)، وبوب ماري و ذا ولرز (كما في نسخة عام 2004 من بيرننق)، وجيمي هندريكس، ولد زبلين، وبينك فلويد، ومؤخرًا ميوز (تم تسجيله وتشغيله على أم تي في)، وذا ستروكس، وبلوك بارتي، ومانياك ستريت بريشرز، وكيه تي تونستول ، أركتك مونكيز، وذا كورال و بول ويلر.

### صحيفة الطلاب
ذا جريفون (المعروفة سابقًا باسم ليدز ستيودنت) هي صحيفة طلابية أسبوعية، تُنشر مجانًا كل يوم جمعة خلال فترة الفصل الدراسي ويتم توزيعها في جميع أنحاء جامعة ليدز. الطلاب مسوولون عن كتابة المقالات، وتدور المقالات بشكل كبير حول القضايا المحلية والطلابية. وهي إحدى الصحف الجامعية الأكثر نشاطًا في بريطانيا وتفوز بانتظام بجوائز الإعلام الطلابي الوطنية. شُكلت الصحيفة في عام 1970 من خلال اندماج صحيفة اتحاد جامعة ليدز (يونيون نيوز) وصحيفة ليدز بوليتكنيك ستيودنت يونيون آنذاك، ولكن في نوفمبر 2005، صوت طلاب جامعة ليدز بيكيت على عدم الانتساب إلى ليدز يونيون، مشيرين إلى نقص التمثيل. تغير اسم الصحيفة إلى ذا جريفون في عام 2014.
فازت صحيفة ليدز ستيودنت بجائزة صحيفة ذا جارديان ستيودنت لعام 2009 وأُدرجت في قائمة مجلة ذا جارديان ستيودنت للعام. من بين المحررين السابقين للصحيفة بول فاليلي (ذي إندبندنت) ونيكولاس ويتشل (بي بي سي نيوز).

### راديو ليدز للطلاب
يقوم اتحاد طلاب جامعة ليدز أيضًا بتشغيل محطة إذاعة الطلاب ليدز ستيودنت راديو، والتي تبث مباشرة على موقع الجامعة على الإنترنت من 9 صباحا حتى منتصف الليل كل يوم خلال فترة الفصل الدراسي.

### محطة تلفزيون ليدز للطلاب
محطة تلفزيون طلاب ليدز هي محطة تلفزيون طلابية يديرها طلاب من جامعة ليدز. تنتج المحطة محتوى فيديو أسبوعيًا مثل البرنامج الترفيهي "أون كامبس"، والبرنامج الرياضي "سايدلاين" وبرنامج الأخبار "ذا إسنشل"، الذي يركز على الأخبار المحلية والجامعية التي تؤثر على الطلاب في جامعة ليدز ومجتمع ليدز المحلي.

#### الجوائز
فاز اتحاد جامعة ليدز بجائزة اتحاد طلاب التعليم العالي في حفل توزيع الجوائز لعام 2009. في عام 2008، حصل الاتحاد على المركز الثاني لجائزة اتحاد طلاب التعليم العالي، لكنه فاز بالجائزة الأولى للمساواة والتنوع.
في عام 2008، أصبح اتحاد جامعة ليدز أول اتحاد طلابي يحقق المركز الذهبي في مبادرة تقييم اتحاد الطلاب، ويعد ذلك إنجاز لم يحققه سوى اتحاد جامعة ليدز بالاضافة إلى اتحاد طلاب جامعة شيفيلد في منتصف عام 2010.

### الرياضة
تضم الجامعة فرقًا تتنافس بانتظام في بطولات الدوري للجامعات والكليات الرياضية البريطانية، واعتبارًا من عام 2016، احتلت الجامعة المرتبة 14 على مستوى بريطانيا.

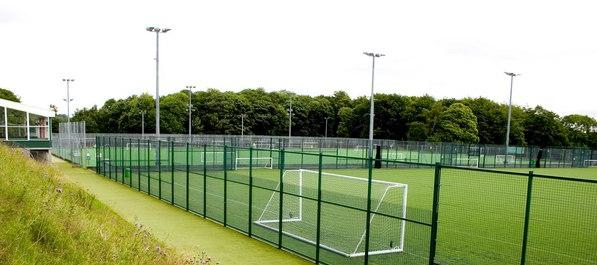
ملاعب ويتوود

تدعم الجامعة كل عام أكثر من 20 رياضيًا من النخبة، وتوفر لهم التمويل وخدمات الدعم وواجهة مع الأقسام الأكاديمية بالجامعة، لضمان حصول الرياضيين النخبة على البنية التحتية التي تسمح لهم بالمنافسة على أعلى مستوى أثناء الدراسة. تقدم الجامعة أيضًا منحًا رياضية لنخبة الرياضيين بالتعاون مع شركة إن باور، وتقدم منحًا أولمبية للطلبة الذين يستعدون للمنافسة في الألعاب الأولمبية المستقبلية.
تتنافس الجامعة سنويًا في كأس كريستي، وهي مسابقة يعود تاريخها إلى عام 1886 وتشهد مشاركة جامعات فيكتوريا السابقة في ليدز وليفربول ومانشستر في 28 رياضة مختلفة. بعد التنافس بين أكسفورد وكامبريدج ، تعد بطولة كريستي أقدم مسابقة بين الجامعات في التقويم الرياضي.
الجامعة عضو في مراكز جامعة مارليبورن للتميز في لعبة الكريكيت إلى جانب جامعة كارديف وجامعة كامبريدج وجامعة درم وجامعة لوفبرا وجامعة أكسفورد، حيث يمكن للاعبي الكريكيت الشباب الموهوبين مواصلة تعليمهم الأكاديمي بينما يتلقون تدريب من الخبراء في لعبة الكريكيت وممارسة المباريات التنافسية.
تقدم جامعة ليدز مجموعة واسعة من الألعاب الرياضية التنافسية والجماعية، والتي يستخدمها الطلاب والسكان المحليون في ليدز الذين قد يستخدمون بعض مرافق الجامعة. إلى جانب دروس اللياقة البدنية مثل اليوجا والتمارين الرياضية، تقدم الجامعة أكثر من 36 ناديًا رياضيًا مختلفًا، بما في ذلك الكريكيت وكرة القدم واتحاد الرجبي والهوكي وكرة السلة والريشة الطائرة والتي حققت انتصارات في الدوري والكأس في دوري الجامعات والكليات الرياضية البريطانية.
تدير الجامعة رياضات الأداء ومستوى النخبة، يوجد برنامج رياضي ترفيهي داخلي يعد واحدًا من أكبر البرامج في أي مؤسسة للتعليم العالي في بريطانيا. يضم اتحاد جامعة ليدز أكثر من 60 ناديًا رياضيًا تتراوح من ركوب الدراجات إلى الإبحار.
تمت الموافقة على خطة تقدر بعشرين مليون جنيهًا إسترلينيًا بهدف إضافة مرافق إلى المرافق الرياضية بالجامعة، بما في ذلك مسبح بطول 25 مترًا ومركز للصحة واللياقة البدنية يضم 200 محطة (المعروف باسم ذا إيدج) والذي افتتحت في مايو 2010. وافتتح مركز جريفون الرياضي في عام 2008 بعد تجديد يقدر ب2.5 مليون جنيهًا إسترلينيًا، ويلبي احتياجات رياضة المضرب بما في ذلك كرة الريشة والاسكواش بينما تُستخدم ملاعب وييتود للعب كرة القدم والرجبي ودوري الرجبي والهوكي. وافتتحت مركز براونلي وحلبة بودينجتون للدراجات في أبريل 2017 وسميت على اسم الخريجين أليستير وجوني براونلي. وقامت أربع شركات وهي سبورت انجلترا، والمملكة المتحدة الرياضة، وبريتيش سايكلنق، والترياتلون البريطاني، إضافةً إلى الجامعة بتمويل أعمال البناء.

كما تقدم الجامعة مجموعة من الفرص الرياضية للطلاب لتمكنهم من اكتساب الخبرة وتطوير مهاراتهم من خلال العمل التطوعي داخل المجتمع المحلي. يمكن للمتطوعين تولي مناصب تشمل التدريب وتنظيم الأحداث والإشراف والإدارة الرياضية.

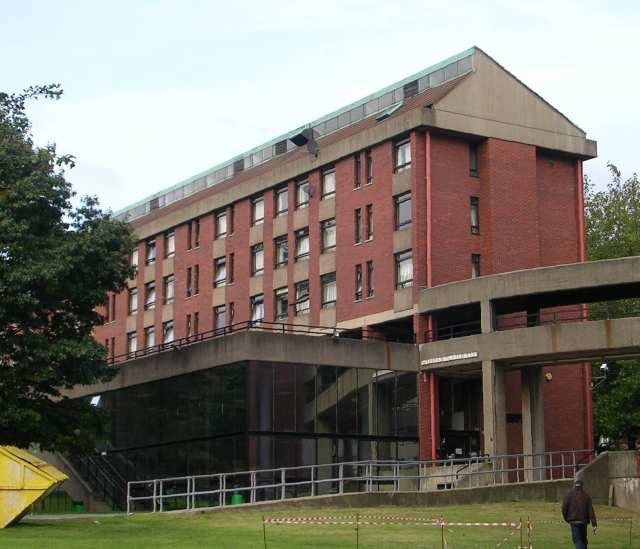
سكن ماري أوجيلفي (الآن مهدوم)، كان سكن للطلاب في الحرم الجامعي الرئيسي

### السكن
توفر الجامعة خيارات السكن في غرف بالإضافة إلى الخدمات أو غرف ذاتية الخدمة، وهي مخصصة في الغالب لطلاب السنة الأولى الجامعية وللطلاب الدوليين وطلاب الدراسات العليا والموظفين والطلاب الجامعيين الذين لم يتمكنوا من العثور على سكن بديل.
تتواجد أربع قاعات في الحرم الجامعي وهي قاعة تشارلز موريس ومبنى هنري برايس وقاعة إليرسلي وقاعة ليدون، بينما تقع القاعات الأخرى وأماكن الإقامة ذاتية الخدمة في جميع أنحاء المدينة. تقع قاعة بودينجتون على بعد أربعة أميال تقريبًا شمال غرب الحرم الجامعي، وتقع قاعة ديفونشاير على بعد أقل من ميل واحد من الحرم الجامعي الرئيسي، وتشمل أماكن السكن الأخرى كار ميلز، وليبرتي دوك، وجيمس بيلي بارك، ومساكن ليوديس، ومساكن لوبتون، ومونتاجو بيرتون، ونورث هيل كورت ، وأوبال 3 ريزيدنسز، وأوكسلي ريزيدنسز، وسينتينل تاورز، وذا تانيري، وشيمين، وسانت ماركس ريزيدنسز.
بالإضافة إلى توفير السكن المملوك للجامعة، تعمل الجامعة مع موفري السكن الخارجيين مثل يونايت وأوبال الذين يوفرون سكنًا خاصًا لكل من طلاب المرحلة الجامعية وطلاب الدراسات العليا.
تضمن الجامعة للطلاب الجامعيين في السنة الأولى والطلاب الجامعيين الدوليين وطلاب التبادل الجامعي وطلاب الدراسات العليا الدوليين أماكن في مباني السكن المملوكة للجامعة بشرط استيفائهم للمواعيد النهائية لتقديم الطلبات. كما هو الحال مع الجامعات الأخرى، تدير الجامعة أيضًا برامج للطلاب الذين يختارون جامعة ليدز مقرهم أو خيار تأمين لهم من خلال يوكاس، وتدعم الطلاب بمجرد قبولهم.

### معلومات متنوعة
يقوم فريق الاحتياجات الخاصة بالجامعة (مقره ضمن خدمة المساواة) بترتيب وتقديم خدمات الدعم الأكاديمي للطلاب الصم أو الذين يعانون من إعاقات سمعية، أو المكفوفين أو ضعاف البصر، أو الذين يعانون من صعوبة معينة في التعلم (مثل عسر القراءة)، أو لديهم إعاقة جسدية أو صعوبة في الحركة أو من لديهم حالات طبية طويلة الأمد أو يعانون من اضطرابات في الصحة العقلية.
تعد جامعة ليدز إحدى الجامعات القليلة في المملكة المتحدة التي تشتمل على مركز للتمثيل الصوتي داخل الحرم الجامعي، يدار بالتعاون مع المعهد الملكي الوطني للمكفوفين. ينتج مركز التمثيل الصوتي معلومات في مجموعة من التنسيقات التي يمكن الوصول إليها (بما في ذلك طريقة بريل والطباعة الكبيرة والنص الإلكتروني والتنسيقات الصوتية) للطلاب والموظفين المكفوفين وضعاف البصر - سواء في جامعة ليدز أو في الجامعات والكليات والمدارس الأخرى.

## التنظيم والحوكمة

### الكليات
يتم ترتيب المدارس والمعاهد والمراكز المختلفة بالجامعة في سبع كليات، لكل منها عميد وعمداء مساعدين ووظائف مركزية:
- الفنون والعلوم الإنسانية والثقافات (الإنجليزية؛ التاريخ؛ الفلسفة والدين وتاريخ العلوم؛ كلية الدراسات الاستعمارية وما بعد الاستعمارية؛ كلية ليدز لأبحاث العلوم الإنسانية؛ كلية دراسات العصور الوسطى؛ اللغات والثقافات والمجتمعات؛ كلية الإعلام والاتصال؛ التصميم؛ الفنون الجميلة الفن وتاريخ الفن والدراسات الثقافية، الموسيقى، الأداء والصناعات الثقافية)
- العلوم البيولوجية (كلية الأحياء، كلية العلوم الطبية الحيوية، كلية الأحياء الجزيئية والخلوية، كلية العلوم البيولوجية، كلية الدراسات العليا للعلوم البيولوجية)
- الأعمال (المحاسبة والمالية؛ الاقتصاد؛ الأعمال الدولية؛ الإدارة؛ التسويق؛ علاقات العمل والتوظيف)
- العلوم الاجتماعية (التعليم، القانون، السياسة والدراسات الدولية، علم الاجتماع والسياسة الاجتماعية، كلية الدراسات العليا)
- الهندسة والعلوم الفيزيائية (الهندسة الكيميائية وهندسة العمليات، الهندسة المدنية، الحوسبة، الهندسة الإلكترونية والكهربائية، الهندسة الميكانيكية)؛ كيمياء؛ علوم الأغذية والتغذية؛ الرياضيات؛ الفيزياء وعلم الفلك)
- البيئة (الأرض والبيئة؛ الجغرافيا؛ معهد دراسات النقل)
- الطب والصحة ( معهد ليدز لطب الأسنان؛ الرعاية الصحية؛ الطب؛ معهد ليدز لعلم الوراثة والصحة والعلاج؛ معهد ليدز للعلوم الصحية؛ معهد ليدز للتعليم الطبي؛ معهد ليدز للطب الجزيئي؛ معهد العلوم النفسية)

## خريجون بارزون

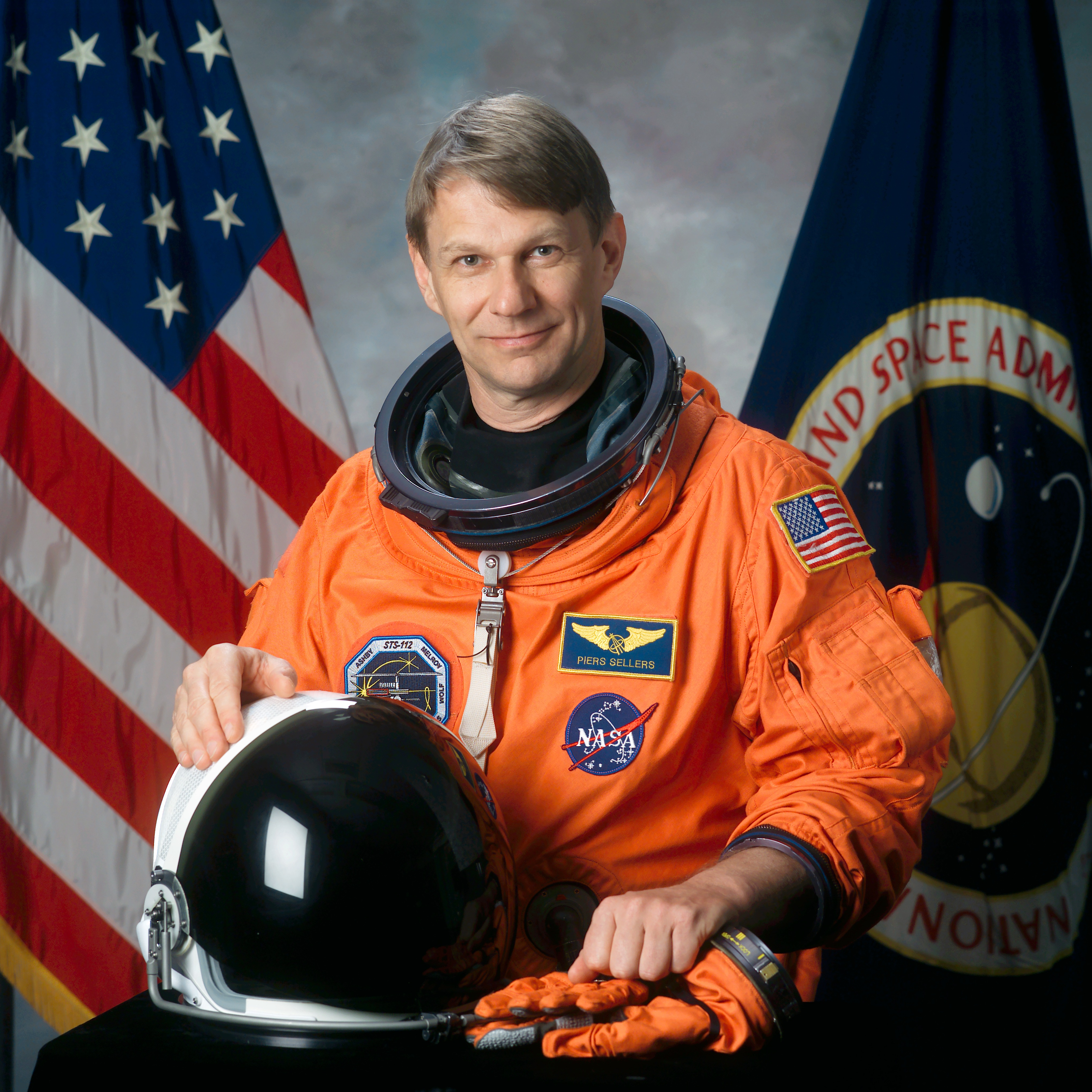
بيرس سيلرز، رائد فضاء ذهب في ثلاث بعثات للفضاء

من بين خريجي الفنون الموسيقيون دان سميث وكايل سيمونز وكريس وود من فرقة الباستيل . مارك نوبفلر من فرقة داير ستراس؛ سيمون ريكس، عازف جيتار في فرقة كايسر تشيس ومقرها ليدز؛ المطربين كورين بيلي راي و ليتل بوتس؛ وأعضاء فرقة مخرج أفلام آلت جي شونا أورباخ، والمقلد والممثل أليستر ماكجوان، وكاتب السيناريو جيريمي دايسون، مغني وممثل من هونج كونج ليزلي تشيونغ، والملحن إستيل وايت، والممثلة إيما ماكي والشاعر توني هاريسون أيضًا من خريجي الجامعة.

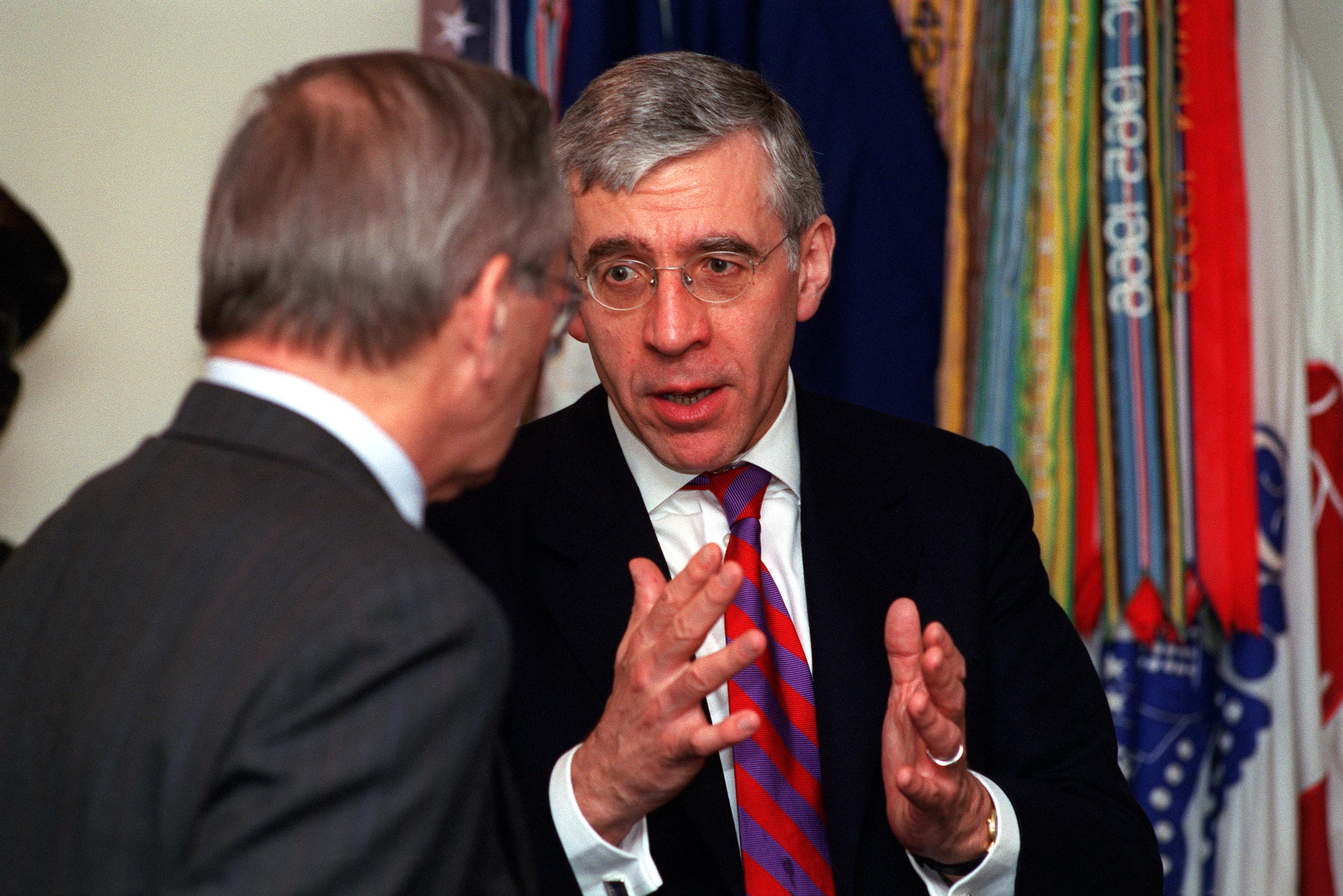
جاك سترو، وزير خارجية المملكة المتحدة الأسبق

من بين خريجي العلوم الإنسانية والاجتماعية المؤلف  كين روبنسون والمؤلف والأكاديمي والناقد روبرت أنتوني ويلش والفيلسوف والمؤلف باول كروذر.
من بين الطلاب السابقين في مجال العلوم والتكنولوجيا رائد الفضاء ناسا بيرس سيلرز، الحائز على جائزة نوبل ورئيس الجمعية الملكية جورج بورتر، الباحث في سرطان الثدي وتطوير عقار السرطان تاموكسيفين ف. كريج جوردان، إدموند هابولد، مؤسس بورو هابولد وعالم المواد ستيفن إيتشهورن.
- نغوغي وا ثيونغو

### الخريجين الفخريين
من بين الطلاب السابقين في مجال العلوم والتكنولوجيا رائد الفضاء ناسا بيرس سيلرز، الحائز على جائزة نوبل ورئيس الجمعية الملكية جورج بورتر، الباحث في سرطان الثدي وتطوير عقار السرطان تاموكسيفين ف. كريج جوردان، إدموند هابولد، مؤسس بورو هابولد وعالم المواد ستيفن إيتشهورن.

## تاريخ آخر
كان ميدان سانت جورج مقبرة وودهاوس سابقًا، وهو جزء من حرم جامعة ليدز، حيث دُفن بابلو فانك (وليام داربي)، الذي كان مالك سيرك أسود لمدة 30 عامًا خلال العصر الفيكتوري. كما دُفنت زوجة فانكي، سوزانا داربي، في المقبرة. هناك نصب تذكاري أقامته لها فانكي ونصب تذكاري أصغر له. أشار جون لينون إلى فانكي في أغنية البيتلز "بينق فور ذا بنفت فور مستر كايت" في الألبوم بيبرز لونلي هارتس كلوب باند. في 8 أكتوبر 2010، كشف اتحاد جامعة ليدز، كجزء من احتفال ليلة الأضواء السنوي للجامعة، عن لوحة تذكارية في قبر فانك وداربي.

هناك العديد من اللوحات الزرقاء في الحرم الجامعي، بما في ذلك تلك الممنوحة لكليفورد ألبوت وويليام هنري براغ.

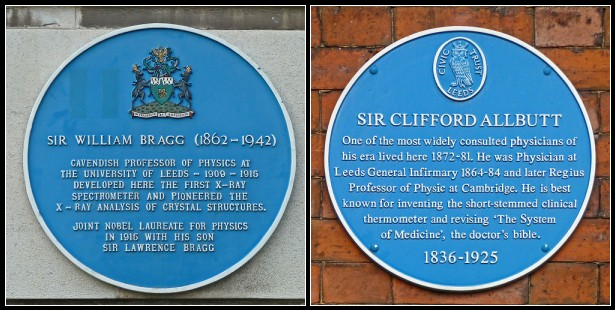
اللوحات الزرقاء في جامعة ليدز

## وصلات خارجية
- موقع جامعة ليدز أدخل هنا